# Bayinnaung
Bayinnaung Kyawhtin Nawrahta (birm. ဘုရင့်နောင် ကျော်ထင်နော်ရထာ /bəjɪ̰ɴ nàʊɴ tɕɔ̀ tʰɪ̀ɴ nɔ̀jətʰà/; taj. พระเจ้าบุเรงนอง; ur. 16 stycznia 1516, zm. 10 października 1581) – król z dynastii Taungngu w Mjanmie (Birmie) panujący w latach 1550–1581.
Podczas swoich 31-letnich rządów, określanych jako „największy wybuch ludzkiej energii, jaki kiedykolwiek widziała Birma”, Bayinnaung stworzył największe imperium w historii Azji Południowo-Wschodniej – obejmowało ono teren dzisiejszej Mjanmy, chińskie państwa Szanów, Lanna, Lan Xang, Manipur i Syjam.
Chociaż Bayinnaung pamiętany jest przede wszystkim jako twórca imperium, najważniejszym jego dokonaniem była integracja państw Szanów z królestwami położonymi w dolinie Irawadi. Po podboju państw Szanów w latach 1557–1563 król wdrożył system administracyjny, który ograniczył siłę dziedzicznych szańskich saopha i zrównał szańskie obyczaje z normami obowiązującymi na nizinach. Wyeliminowało to zagrożenie szańskimi najazdami na Górną Birmę, które stanowiły troskę władców tego regionu od końca XIII w. Polityka Bayinnaunga wobec Szanów była kontynuowana przez birmańskich królów aż do chwili upadku królestwa pod ciosami Brytyjczyków w 1885 r.
Jednak Bayinnaung nie mógł wdrożyć tej polityki administracyjnej w całym rozległym imperium. Było wszak ono luźnym zbiorem suwerennych niegdyś królestw, których władcy byli lojalni wobec niego, jako Cakkavatti (Władcy Uniwersalnego), a nie wobec Królestwa Taungngu. W istocie, Syjam zbuntował się już po trzech latach od śmierci Bayinnaunga, w 1584 r. W 1599 r. rewolta objęła już wszystkie państwa wasalne, a Imperium Taungngu zawaliło się.
Bayinnaung uważany jest za jednego z trzech największych królów Birmy, obok Anawrahty i Alaungpayi. Niektóre z najważniejszych miejsc współczesnej Mjanmy zostały nazwane jego imieniem. Jest też dobrze znany w Tajlandii jako Phu Chana Sip Thit (ผู้ชนะสิบทิศ, „Zdobywca Dziesięciu Stron Świata”).

## Wczesne lata życia

### Pochodzenie
Przyszły król urodził się 16 stycznia 1516 r. jako Ye Htut (ရဲထွတ် /jɛ́ tʰʊʔ/), syn Mingyi Swe i Shin Myo Myat. Jego dokładne pochodzenie nie jest znane. Żadne z istniejących dzisiaj źródeł, w tym Hanthawaddy Hsinbyushin Ayedawbon, obszerna kronika panowania Bayinnaunga napisana dwa lata przed jego śmiercią, nie wspomina o przodkach króla. Dopiero w 1724 r., około 143 lat po śmierci Bayinnaunga, Maha Yazawin – oficjalna kronika Dynastii Taungngu – przedstawiła po raz pierwszy jego genealogię. Według Maha Yazawin był on synem szlacheckiej rodziny z Taungngu, w owym czasie byłego państwa wasalnego królestwa Ava. Ze strony ojca pochodził on od wicekrólów Taungngu – Tarabyi (rządził w latach 1440–1446) i Minkhaunga I (rządził w latach 1446–1451), a ze strony matki od króla Thihathu z Pinya (panował w latach 1310–1325) i jego najwyższej królowej Mi Saw U z dynastii Pagan. Co więcej, Ye Htut był dalekim kuzynem ówczesnego władcy Taungngu Mingyinyo i jego syna Tabinshwehtiego poprzez ich dalekiego przodka, Tarabyę z Pakhan. Późniejsze kroniki po prostu powtarzają relację Maha Yazawin. Ogólnie rzecz biorąc, kroniki zgrabnie wiążą pochodzenie Bayinnaunga ze wszystkimi poprzednimi głównymi dynastiami, jakie istniały w Górnej Birmie: Ava, Myinsaing–Pinya i dynastie Paganu.
Drzewo genealogiczne króla Bayinnaunga według Maha Yazawin
|  |  |                              |                              |                              |                              | Tarabya z Pakhanu            | Tarabya z Pakhanu            | Tarabya z Pakhanu        | Tarabya z Pakhanu        | Tarabya z Pakhanu        | Tarabya z Pakhanu        |              |              |              |              | Minkhaung I król Ava 1373–1422 panował 1400–1422 | Minkhaung I król Ava 1373–1422 panował 1400–1422 | Minkhaung I król Ava 1373–1422 panował 1400–1422 | Minkhaung I król Ava 1373–1422 panował 1400–1422 | Minkhaung I król Ava 1373–1422 panował 1400–1422 | Minkhaung I król Ava 1373–1422 panował 1400–1422 |                        |                        | Shin Mi-Nauk z Mohnyin | Shin Mi-Nauk z Mohnyin | Shin Mi-Nauk z Mohnyin | Shin Mi-Nauk z Mohnyin | Shin Mi-Nauk z Mohnyin | Shin Mi-Nauk z Mohnyin |  |  |  |  | Thihathu król Pinya 1265–1325 panował 1310–1325 | Thihathu król Pinya 1265–1325 panował 1310–1325 | Thihathu król Pinya 1265–1325 panował 1310–1325 | Thihathu król Pinya 1265–1325 panował 1310–1325 | Thihathu król Pinya 1265–1325 panował 1310–1325 | Thihathu król Pinya 1265–1325 panował 1310–1325 |  |  | Mi Saw U z Paganu                              | Mi Saw U z Paganu                              | Mi Saw U z Paganu                              | Mi Saw U z Paganu                              | Mi Saw U z Paganu                              | Mi Saw U z Paganu                              |  |  |                                                    |                                                    |                                                    |                                                    |                                                    |                                                    |
|  |  |                              |                              |                              |                              | Tarabya z Pakhanu            | Tarabya z Pakhanu            | Tarabya z Pakhanu        | Tarabya z Pakhanu        | Tarabya z Pakhanu        | Tarabya z Pakhanu        |              |              |              |              | Minkhaung I król Ava 1373–1422 panował 1400–1422 | Minkhaung I król Ava 1373–1422 panował 1400–1422 | Minkhaung I król Ava 1373–1422 panował 1400–1422 | Minkhaung I król Ava 1373–1422 panował 1400–1422 | Minkhaung I król Ava 1373–1422 panował 1400–1422 | Minkhaung I król Ava 1373–1422 panował 1400–1422 |                        |                        | Shin Mi-Nauk z Mohnyin | Shin Mi-Nauk z Mohnyin | Shin Mi-Nauk z Mohnyin | Shin Mi-Nauk z Mohnyin | Shin Mi-Nauk z Mohnyin | Shin Mi-Nauk z Mohnyin |  |  |  |  | Thihathu król Pinya 1265–1325 panował 1310–1325 | Thihathu król Pinya 1265–1325 panował 1310–1325 | Thihathu król Pinya 1265–1325 panował 1310–1325 | Thihathu król Pinya 1265–1325 panował 1310–1325 | Thihathu król Pinya 1265–1325 panował 1310–1325 | Thihathu król Pinya 1265–1325 panował 1310–1325 |  |  | Mi Saw U z Paganu                              | Mi Saw U z Paganu                              | Mi Saw U z Paganu                              | Mi Saw U z Paganu                              | Mi Saw U z Paganu                              | Mi Saw U z Paganu                              |  |  |                                                    |                                                    |                                                    |                                                    |                                                    |                                                    |
|  |  |                              |                              |                              |                              |                              |                              |                          |                          |                          |                          |              |              |              |              |                                                  |                                                  |                                                  |                                                  |                                                  |                                                  |                        |                        |                        |                        |                        |                        |                        |                        |  |  |  |  |                                                 |                                                 |                                                 |                                                 |                                                 |                                                 |  |  |                                                |                                                |                                                |                                                |                                                |                                                |  |  |                                                    |                                                    |                                                    |                                                    |                                                    |                                                    |
|  |  |                              |                              |                              |                              |                              |                              |                          |                          |                          |                          |              |              |              |              |                                                  |                                                  |                                                  |                                                  |                                                  |                                                  |                        |                        |                        |                        |                        |                        |                        |                        |  |  |  |  |                                                 |                                                 |                                                 |                                                 |                                                 |                                                 |  |  |                                                |                                                |                                                |                                                |                                                |                                                |  |  |                                                    |                                                    |                                                    |                                                    |                                                    |                                                    |
|  |  | Tarabya z Taungngu zm. 1446  | Tarabya z Taungngu zm. 1446  | Tarabya z Taungngu zm. 1446  | Tarabya z Taungngu zm. 1446  | Tarabya z Taungngu zm. 1446  | Tarabya z Taungngu zm. 1446  |                          |                          | Saw Min Hla              | Saw Min Hla              | Saw Min Hla  | Saw Min Hla  | Saw Min Hla  | Saw Min Hla  |                                                  |                                                  |                                                  |                                                  | Minyekyawswa 1391–1417                           | Minyekyawswa 1391–1417                           | Minyekyawswa 1391–1417 | Minyekyawswa 1391–1417 | Minyekyawswa 1391–1417 | Minyekyawswa 1391–1417 |                        |                        |                        |                        |  |  |  |  | Nawrahta z Kani ur. ok. 1300                    | Nawrahta z Kani ur. ok. 1300                    | Nawrahta z Kani ur. ok. 1300                    | Nawrahta z Kani ur. ok. 1300                    | Nawrahta z Kani ur. ok. 1300                    | Nawrahta z Kani ur. ok. 1300                    |  |  | Uzana I król Pinya 1298–1356 panował 1325–1340 | Uzana I król Pinya 1298–1356 panował 1325–1340 | Uzana I król Pinya 1298–1356 panował 1325–1340 | Uzana I król Pinya 1298–1356 panował 1325–1340 | Uzana I król Pinya 1298–1356 panował 1325–1340 | Uzana I król Pinya 1298–1356 panował 1325–1340 |  |  | Kyawswa I (król Pinya) 1299–1350 panował 1344–1350 | Kyawswa I (król Pinya) 1299–1350 panował 1344–1350 | Kyawswa I (król Pinya) 1299–1350 panował 1344–1350 | Kyawswa I (król Pinya) 1299–1350 panował 1344–1350 | Kyawswa I (król Pinya) 1299–1350 panował 1344–1350 | Kyawswa I (król Pinya) 1299–1350 panował 1344–1350 |
|  |  | Tarabya z Taungngu zm. 1446  | Tarabya z Taungngu zm. 1446  | Tarabya z Taungngu zm. 1446  | Tarabya z Taungngu zm. 1446  | Tarabya z Taungngu zm. 1446  | Tarabya z Taungngu zm. 1446  |                          |                          | Saw Min Hla              | Saw Min Hla              | Saw Min Hla  | Saw Min Hla  | Saw Min Hla  | Saw Min Hla  |                                                  |                                                  |                                                  |                                                  | Minyekyawswa 1391–1417                           | Minyekyawswa 1391–1417                           | Minyekyawswa 1391–1417 | Minyekyawswa 1391–1417 | Minyekyawswa 1391–1417 | Minyekyawswa 1391–1417 |                        |                        |                        |                        |  |  |  |  | Nawrahta z Kani ur. ok. 1300                    | Nawrahta z Kani ur. ok. 1300                    | Nawrahta z Kani ur. ok. 1300                    | Nawrahta z Kani ur. ok. 1300                    | Nawrahta z Kani ur. ok. 1300                    | Nawrahta z Kani ur. ok. 1300                    |  |  | Uzana I król Pinya 1298–1356 panował 1325–1340 | Uzana I król Pinya 1298–1356 panował 1325–1340 | Uzana I król Pinya 1298–1356 panował 1325–1340 | Uzana I król Pinya 1298–1356 panował 1325–1340 | Uzana I król Pinya 1298–1356 panował 1325–1340 | Uzana I król Pinya 1298–1356 panował 1325–1340 |  |  | Kyawswa I (król Pinya) 1299–1350 panował 1344–1350 | Kyawswa I (król Pinya) 1299–1350 panował 1344–1350 | Kyawswa I (król Pinya) 1299–1350 panował 1344–1350 | Kyawswa I (król Pinya) 1299–1350 panował 1344–1350 | Kyawswa I (król Pinya) 1299–1350 panował 1344–1350 | Kyawswa I (król Pinya) 1299–1350 panował 1344–1350 |
|  |  |                              |                              |                              |                              |                              |                              |                          |                          |                          |                          |              |              |              |              |                                                  |                                                  |                                                  |                                                  |                                                  |                                                  |                        |                        |                        |                        |                        |                        |                        |                        |  |  |  |  |                                                 |                                                 |                                                 |                                                 |                                                 |                                                 |  |  |                                                |                                                |                                                |                                                |                                                |                                                |  |  |                                                    |                                                    |                                                    |                                                    |                                                    |                                                    |
|  |  | Minkhaung z Toungoo zm. 1451 | Minkhaung z Toungoo zm. 1451 | Minkhaung z Toungoo zm. 1451 | Minkhaung z Toungoo zm. 1451 | Minkhaung z Toungoo zm. 1451 | Minkhaung z Toungoo zm. 1451 |                          |                          |                          |                          |              |              |              |              |                                                  |                                                  |                                                  |                                                  |                                                  |                                                  |                        |                        |                        |                        |                        |                        |                        |                        |  |  |  |  | Thettawshay z Dabayin                           | Thettawshay z Dabayin                           | Thettawshay z Dabayin                           | Thettawshay z Dabayin                           | Thettawshay z Dabayin                           | Thettawshay z Dabayin                           |  |  |                                                |                                                |                                                |                                                |                                                |                                                |  |  |                                                    |                                                    |                                                    |                                                    |                                                    |                                                    |
|  |  | Minkhaung z Toungoo zm. 1451 | Minkhaung z Toungoo zm. 1451 | Minkhaung z Toungoo zm. 1451 | Minkhaung z Toungoo zm. 1451 | Minkhaung z Toungoo zm. 1451 | Minkhaung z Toungoo zm. 1451 |                          |                          |                          |                          |              |              |              |              |                                                  |                                                  |                                                  |                                                  |                                                  |                                                  |                        |                        |                        |                        |                        |                        |                        |                        |  |  |  |  | Thettawshay z Dabayin                           | Thettawshay z Dabayin                           | Thettawshay z Dabayin                           | Thettawshay z Dabayin                           | Thettawshay z Dabayin                           | Thettawshay z Dabayin                           |  |  |                                                |                                                |                                                |                                                |                                                |                                                |  |  |                                                    |                                                    |                                                    |                                                    |                                                    |                                                    |
|  |  | Nieznany                     | Nieznany                     | Nieznany                     | Nieznany                     | Nieznany                     | Nieznany                     |                          |                          |                          |                          |              |              |              |              |                                                  |                                                  |                                                  |                                                  |                                                  |                                                  |                        |                        |                        |                        |                        |                        |                        |                        |  |  |  |  | Thray Ponnya                                    | Thray Ponnya                                    | Thray Ponnya                                    | Thray Ponnya                                    | Thray Ponnya                                    | Thray Ponnya                                    |  |  |                                                |                                                |                                                |                                                |                                                |                                                |  |  |                                                    |                                                    |                                                    |                                                    |                                                    |                                                    |
|  |  | Nieznany                     | Nieznany                     | Nieznany                     | Nieznany                     | Nieznany                     | Nieznany                     |                          |                          |                          |                          |              |              |              |              |                                                  |                                                  |                                                  |                                                  |                                                  |                                                  |                        |                        |                        |                        |                        |                        |                        |                        |  |  |  |  | Thray Ponnya                                    | Thray Ponnya                                    | Thray Ponnya                                    | Thray Ponnya                                    | Thray Ponnya                                    | Thray Ponnya                                    |  |  |                                                |                                                |                                                |                                                |                                                |                                                |  |  |                                                    |                                                    |                                                    |                                                    |                                                    |                                                    |
|  |  | Kayenawaddy                  | Kayenawaddy                  | Kayenawaddy                  | Kayenawaddy                  | Kayenawaddy                  | Kayenawaddy                  |                          |                          | Taungkha Min             | Taungkha Min             | Taungkha Min | Taungkha Min | Taungkha Min | Taungkha Min |                                                  |                                                  |                                                  |                                                  |                                                  |                                                  |                        |                        |                        |                        |                        |                        |                        |                        |  |  |  |  | Kywe Sit Min                                    | Kywe Sit Min                                    | Kywe Sit Min                                    | Kywe Sit Min                                    | Kywe Sit Min                                    | Kywe Sit Min                                    |  |  |                                                |                                                |                                                |                                                |                                                |                                                |  |  |                                                    |                                                    |                                                    |                                                    |                                                    |                                                    |
|  |  | Kayenawaddy                  | Kayenawaddy                  | Kayenawaddy                  | Kayenawaddy                  | Kayenawaddy                  | Kayenawaddy                  |                          |                          | Taungkha Min             | Taungkha Min             | Taungkha Min | Taungkha Min | Taungkha Min | Taungkha Min |                                                  |                                                  |                                                  |                                                  |                                                  |                                                  |                        |                        |                        |                        |                        |                        |                        |                        |  |  |  |  | Kywe Sit Min                                    | Kywe Sit Min                                    | Kywe Sit Min                                    | Kywe Sit Min                                    | Kywe Sit Min                                    | Kywe Sit Min                                    |  |  |                                                |                                                |                                                |                                                |                                                |                                                |  |  |                                                    |                                                    |                                                    |                                                    |                                                    |                                                    |
|  |  |                              |                              |                              |                              |                              |                              |                          |                          |                          |                          |              |              |              |              |                                                  |                                                  |                                                  |                                                  |                                                  |                                                  |                        |                        |                        |                        |                        |                        |                        |                        |  |  |  |  |                                                 |                                                 |                                                 |                                                 |                                                 |                                                 |  |  |                                                |                                                |                                                |                                                |                                                |                                                |  |  |                                                    |                                                    |                                                    |                                                    |                                                    |                                                    |
|  |  |                              |                              |                              |                              | Mingyi Swe ok. 1490–1549     | Mingyi Swe ok. 1490–1549     | Mingyi Swe ok. 1490–1549 | Mingyi Swe ok. 1490–1549 | Mingyi Swe ok. 1490–1549 | Mingyi Swe ok. 1490–1549 |              |              |              |              |                                                  |                                                  |                                                  |                                                  |                                                  |                                                  |                        |                        |                        |                        |                        |                        |                        |                        |  |  |  |  | Shin Myo Myat ok. 1490–ok. 1520                 | Shin Myo Myat ok. 1490–ok. 1520                 | Shin Myo Myat ok. 1490–ok. 1520                 | Shin Myo Myat ok. 1490–ok. 1520                 | Shin Myo Myat ok. 1490–ok. 1520                 | Shin Myo Myat ok. 1490–ok. 1520                 |  |  |                                                |                                                |                                                |                                                |                                                |                                                |  |  |                                                    |                                                    |                                                    |                                                    |                                                    |                                                    |
|  |  |                              |                              |                              |                              | Mingyi Swe ok. 1490–1549     | Mingyi Swe ok. 1490–1549     | Mingyi Swe ok. 1490–1549 | Mingyi Swe ok. 1490–1549 | Mingyi Swe ok. 1490–1549 | Mingyi Swe ok. 1490–1549 |              |              |              |              |                                                  |                                                  |                                                  |                                                  |                                                  |                                                  |                        |                        |                        |                        |                        |                        |                        |                        |  |  |  |  | Shin Myo Myat ok. 1490–ok. 1520                 | Shin Myo Myat ok. 1490–ok. 1520                 | Shin Myo Myat ok. 1490–ok. 1520                 | Shin Myo Myat ok. 1490–ok. 1520                 | Shin Myo Myat ok. 1490–ok. 1520                 | Shin Myo Myat ok. 1490–ok. 1520                 |  |  |                                                |                                                |                                                |                                                |                                                |                                                |  |  |                                                    |                                                    |                                                    |                                                    |                                                    |                                                    |
|  |  |                              |                              |                              |                              |                              |                              |                          |                          |                          |                          |              |              |              |              |                                                  |                                                  |                                                  |                                                  |                                                  |                                                  |                        |                        |                        |                        |                        |                        |                        |                        |  |  |  |  |                                                 |                                                 |                                                 |                                                 |                                                 |                                                 |  |  |                                                |                                                |                                                |                                                |                                                |                                                |  |  |                                                    |                                                    |                                                    |                                                    |                                                    |                                                    |
|  |  |                              |                              |                              |                              |                              |                              |                          |                          |                          |                          |              |              |              |              |                                                  |                                                  |                                                  |                                                  | Bayinnaung 1516–1581 panował 1550–1581           |                                                  |                        |                        |                        |                        |                        |                        |                        |                        |  |  |  |  |                                                 |                                                 |                                                 |                                                 |                                                 |                                                 |  |  |                                                |                                                |                                                |                                                |                                                |                                                |  |  |                                                    |                                                    |                                                    |                                                    |                                                    |                                                    |

Niezależnie od tej oficjalnej wersji królewskiej genealogii, tradycja ustna przekazuje o wiele mniej majestatyczny życiorys: rodzice Bayinnaunga byli prostymi mieszkańcami Ngathayauk w dystrykcie Pagan albo wsi Htihlaing w dystrykcie Taungngu, a jego ojciec zajmował się wspinaniem na palmy, co w tym czasie było jedną z najniżej cenionych profesji w społeczeństwie birmańskim. Narracja o plebejskim pochodzeniu króla zyskała na znaczeniu po raz pierwszy na początku XX wieku w okresie brytyjskich rządów kolonialnych, kiedy nacjonalistyczni publicyści, tacy jak Po Kya, promowali ją jako dowód, że w społeczeństwie birmańskim nawet dziecko ojca o tak niskim statusie społecznym mogło wyrosnąć na wielkiego władcę imperium. Nie należy zapominać, że kroniki i tradycja ustna nie muszą się wzajemnie wykluczać, gdyż wspinanie się na palmy dla utrzymania rodziny nie wyklucza posiadania królewskich przodków.

### Dzieciństwo i edukacja
Niezależnie od tego, jakie było ich pochodzenie i pozycja życiowa, w kwietniu 1516 r. oboje rodziców Bayinnaunga zostało wybranych na członków siedmioosobowego personelu opiekującego się królewskim dzieckiem – Tabinshwehtim. Matka Ye Htut została wybrana na mamkę księcia i następcy tronu. Rodzina przeniosła się w okolicę pałacu w Taungngu, gdzie powiększyła się o trzech kolejnych synów, z których ostatni wcześnie zmarł. Ye Htut miał starszą siostrę, Khin Hpone Soe, i trzech młodszych braci: Minye Sithu, Thado Dhamma Yazę II oraz najmłodszego brata, który zmarł w młodości. Miał też dwóch braci przyrodnich: Minkhaunga II oraz Thado Minsawa, synów jego ciotki (młodszej siostry matki) i ojca.
Ye Htut dorastał bawiąc się razem z księciem i innymi dziećmi króla, w tym księżniczką Thakin Gyi, która później została jego najwyższą królową. Wykształcenie zdobywał w pałacu wraz z księciem i innymi dziećmi. Król Mingyinyo pragnął, aby jego syn był kształcony w sztuce wojennej. Tabinshwehiti wraz z Ye Htutem i innymi młodymi mężczyznami z pałacu uczony był kunsztu wojennego, jazdy konnej i na słoniu oraz strategii wojskowej. Ye Htut stał się prawą ręką księcia.

## Zastępca Tabinshwehtiego

### Wzrastanie w siłę
24 listopada 1530 r. umarł Mingyinyo i Tabinshwehti wstąpił tron. 14-letni nowy król wziął starszą siostrę Ye Htuta, Khin Hpone Soe, za jedną ze swoich głównych żon, a zajmujących się nim w dzieciństwie służących oraz przyjaciół nagrodził królewskimi tytułami i stanowiskami. Ye Htut, już i tak bliski zausznik nowego króla, stał się natychmiast potężną postacią w królestwie otoczonym przez coraz bardziej wrogie państwa. Zaledwie trzy i pół roku wcześniej na północy Konfederacja Państw Szanów podbiła królestwo Ava. Na zachodzie znajdowało się królestwo Pyain – sojusznik Konfederacji. Na południu leżało królestwo Hanthawaddy, najbogatsze i najsilniejsze ze wszystkich królestw powstałych po upadku Paganu. Niebezpieczeństwo zaczęło zbliżać się szybszymi krokami po pokonaniu w latach 1532–1533 przez Konfederację jej dawnego sojusznika – Pyain. Tabinshwehti doszedł do wniosku, że jego królestwo „musi działać szybko, jeśli chce uniknąć połknięcia” przez Konfederację.
Podczas kolejnych mobilizacji armii królestwa, Ye Htut zaznaczył swoją wartość i dał się poznać, ze względu na „czyny męstwa i siłę charakteru”. Ye Htut znalazł się u boku króla, kiedy ten w 1532 r. wraz z 500 najlepszymi jeźdźcami odbył nieproszoną wizytę w Pagodzie Shwemawdaw położonej na peryferiach Pegu – stolicy Hanthawaddy, rzekomo w celu odbycia ceremonii przekłucia królewskich uszu. Zuchwałe najście nie zostało ukarane przez słabego władcę Hanthawaddy, króla Takayutpi. Ye Htut został stałym towarzyszem i doradcą młodego króla Tabinshwehtiego.
Jednak bliskie relacje między nimi zostały wystawione na ciężką próbę w 1534 r., gdy przygotowywali się do wojny z Hanthawaddy. Ye Htut zakochał się romantycznie w Thakin Gyi, młodszej przyrodniej siostrze króla, a ich związek został odkryty ok. kwietnia 1534 r. Romans człowieka z ludu z królewską siostrą stanowił według birmańskiego prawa zdradę stanu. Ye Htut odrzucił ze wzgardą sugestie wzniecenia buntu i poddał się uwięzieniu. Tabinshwehti długo naradzał się ze swymi ministrami dochodząc ostatecznie do wniosku, że Ye Htut powinien otrzymać rękę jego siostry wraz z książęcym tytułem Kyawhtin Nawrahta. Wraz z tą decyzją Tabinshwehti zyskał lojalność swego szwagra „nie mającą równych w historii Birmy”.

### Dowództwo wojskowe

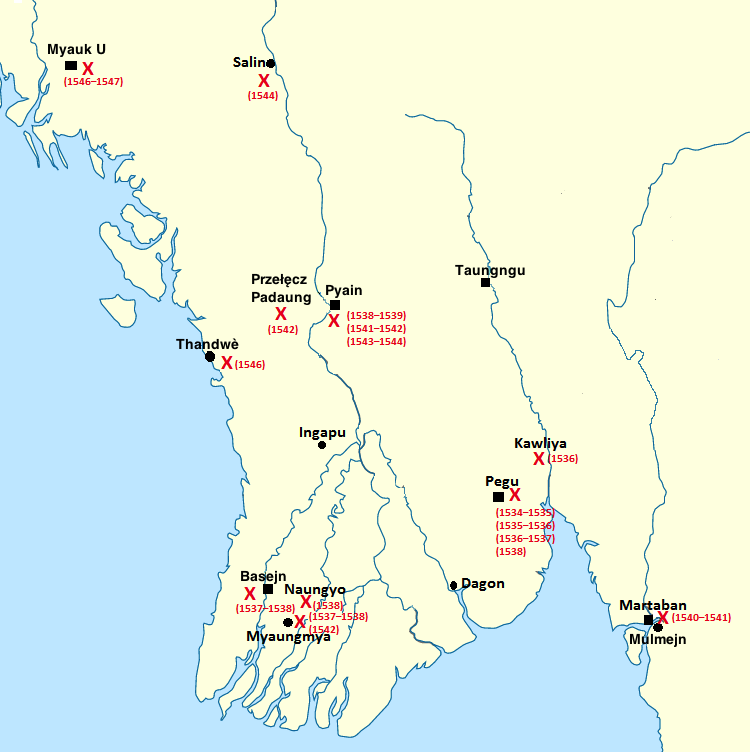
Kampanie wojenne królestwa Taungngu (1534-1547)

Decyzja Tabinshwehtiego przyniosła mu w następnych latach nieocenione korzyści. W latach 1534–1549 Taungngu stoczyło wojny ze wszystkimi swoimi sąsiadami i w efekcie stworzyło największy organizm polityczny na terenie Birmy od czasu upadku Paganu w 1287 r. Ye Htut zwyciężył dla swojego króla w wielu kluczowych bitwach i pomagał mu w administrowaniu rozrastającym się królestwem.
Pod koniec 1534 r.przywódcy Taungngu zdecydowali się na zaatakowanie Hanthawaddy – większego, bogatszego, ale rozdartego podziałami królestwa na południu. Było to posunięcie taktyczne, otwierające na świat wąskie, wciśnięte w ląd Taungngu zanim uwaga Konfederacji Państw Szanów obróciła się w stronę tego ostatniego już królestwa w Górnej Birmie. Armia Taungngu nie miała jeszcze w swych szeregach żadnych cudzoziemskich żołnierzy uzbrojonych w broń palną, za to dzięki ciągłemu dopływowi uciekinierów z pozostałych terenów Górnej Birmy w okresie poprzedzających trzech dekad, dysponowała ona znacznie większymi zasobami ludzkimi niż byłaby w stanie w zrekrutować w normalnych warunkach.
Tabinshwehti i Ye Htut (teraz tytułowany jako Kyawhtin Nawrahta) mieli jednak teraz po raz pierwszy poznać smak porażki. Pierwsze (1534-1537) spośród ich dorocznych, prowadzonych podczas pory suchej kampanii poniosły klęskę wobec dobrze uzbrojonych i silnie ufortyfikowanych umocnień Pegu. Jednak z każdą kolejną kampanią szło im coraz lepiej i posuwali się coraz bardziej w głąb terytorium Hanthawaddy. Przełomowa okazała się kampania z roku 1538–1539, kiedy to udało im się zdobyć Pegu. Kyawhtin Nawrahta zasłynął swoim udziałem w bitwie pod Naungyo, podczas której jego lekkie siły zdecydowanie pokonały w delcie Irawadi przewyższające je liczebnie wojska Hanthawaddy. Bitwa ta, jedna z najsłynniejszych w historii Mjanmy, nazywana była „pierwszym charakterystycznym dotknięciem” Bayinnaunga. Po bitwie wdzięczny Tabinshwehti obdarował swego szwagra tytułem Bayinnaung („Starszy Brat Króla”) – imieniem, pod którym Ye Htut został zapamiętany przez historię.
W połowie 1541 r. Taungngu przeszło do podboju całego królestwa Hanthawaddy uzyskując kontrolę nad zasobami ludzkimi Dolnej Birmy, a także dostęp do cudzoziemskich najemników uzbrojonych w broń palną oraz do bogactw związanych z handlem morskim umożliwiających ich opłacenie. I Tabinshwehti faktycznie wykorzystał te nowe nabytki do dalszej ekspansji. Wykorzystując portugalskich najemników, broń palną i taktykę wojenną na rzecz armii Taungngu, Tabinshwehti i Bayinnaung wzrastali w siłę jako dowódcy wojskowi. Duet ten skorzystał także na zasileniu szeregów swoich wojsk przez doświadczonych, byłych dowódców armii Hanthawaddy, takich jak Saw Lagun Ein i Smim Payu, którzy służyli jako doskonali doradcy i generałowie. Z ich pomocą Bayinnaung odniósł decydujące zwycięstwa w bitwie na przełęczy Padaung (styczeń 1542 r.), stoczonej przeciwko sojusznikowi Pyain – królestwu Mrauk U, oraz w bitwie pod Salin, podczas której pokonał siły Konfederacji, co umożliwiło Taungngu zajęcie środkowej Birmy aż do Paganu na północy. Gdy Bayinnaung rozgromił armię arakańską w styczniu 1542 r., Tabinshwehti był tak bardzo zadowolony ze zwycięstwa, że uczynił Bayinnaunga następcą na tronie Królestwa.
Późniejsze kampanie obydwu wodzów przeciwko Mrauk U (1545–1547) i Syjamowi (1548–1549) nie trwały już długo. Podczas obydwu tych kampanii siły Taungngu zwyciężyły we wszystkich ważnych bitwach i przeprowadziły oblężenia stolic swoich przeciwników – odpowiednio Myauk U i Ayutthayi. Ciągle jednak nie potrafiły one znaleźć sposobu na pokonanie silnie ufortyfikowanych umocnień zaopatrzonych w portugalską broń palną i w obydwu przypadkach były zmuszone wycofać się. Należące do armii Taungngu armaty dostarczone przez Portugalczyków przynosiły niewielkie szkody murom obydwu stolic. Nie dysponowała też ona wystarczającą liczbą ludzi (15000 i 12000 żołnierzy odpowiednio w kampanii arakańskiej i syjamskiej) do prowadzenia długotrwałych oblężeń. Jednak mimo tych niepowodzeń Tabinshwehti i Bayinnaung stworzyli do 1549 r. największy organizm polityczny na terenie Birmy od czasu upadku Imperium Paganu w 1287 r., rozciągający się od Paganu na północy do Tawè na południu.

### Obowiązki administracyjne
Bayinnaungowi powierzono także administrowanie królestwem. Tabinshwehti mianował go premierem w 1539 r. W dominującym wówczas modelu administracji rola premiera ograniczona była do zarządzania i koordynacji współpracy na poły niezależnych hołdowników, autonomicznych wicekrólów i gubernatorów, którzy sprawowali rzeczywistą kontrolę nad codzienną administracją oraz ludnością. Król mianował zaufanych lokalnych władców, takich jak Smim Payu i Saw Lagun Ein, aby pomagali Bayinnaungowi w centralnym administrowaniu państwem.
W 1549 r. Tabinshwehti, który znalazł upodobanie w piciu wina, przerzucił wszystkie obowiązki administracyjne na Bayinnaunga i zaczął spędzać większość czasu na długich polowaniach z dala od stolicy. Zatroskani niewłaściwym zachowaniem króla ministrowie dworu zaczęli zachęcać Bayinnaunga do przejęcia tronu, jednak ten odmówił mówiąc, że raczej spróbuje „odzyskać króla dla jego dawnego poczucia odpowiedzialności za swoje królestwo”. Zamiar ten nie powiódł się jednak. Nawet w obliczu poważnego buntu Smim Htawa król poprosił Bayinnaunga w styczniu 1550 r. o jego stłumienie, a sam wybrał się na następną wielomiesięczną wyprawę myśliwską.

## Odbudowa Imperium Taungngu

### Bezkrólewie
30 kwietnia 1550 r. Tabinshwehti została zamordowany przez swoich własnych gwardzistów na polecenie Smim Sawhtuta, jednego ze swych bliskich doradców. Oczywiście Smim Sawhtut ogłosił się królem. Jednak tak samo postąpili wszyscy inni najważniejsi gubernatorzy i wicekrólowie, w tym własny brat Bayinnaunga Minkhaung II. Chociaż w 1542 r. to Bayinnaung został ustanowiony przez Tabinshwehtiego następcą tronu, żaden z nich nie uznał go za prawowitego sukcesora. Gdy wiadomość o zamordowaniu króla dotarła do Bayinnnaunga, znajdował się on akurat w Dala (obecny Rangun), gdzie ścigał rebelianckie siły Smim Htawa. Imperium Taungngu, w którego budowie pomagał przez ostatnich 16 lat, leżało w gruzach. Jak zauważył jeden z historyków ery kolonialnej, Bayinnaung był w tym czasie „królem bez królestwa”.
Bayinnaung musiał odbudować królestwo od podstaw. W Dala, z „garstką jedynie, ale za to wiernych” żołnierzy, planował swoje następne ruchy. Dwaj najstarsi spośród jego młodszych braci, Minye Sithu i Thado Dhamma Yaza II, stanęli przy nim i pozostali lojalni. W służbie Bayinnaunga pozostał także moński dowódca Binnya Dala, który stał się później jego najbardziej zaufanym doradcą i „najlepszym dowódcą”'. Ponieważ Bayinnaung nie dysponował jeszcze żadnymi cudzoziemskimi najemnikami mogącymi używać broni palnej, posłał po swojego ulubionego portugalskiego najemnika Diogo Soaresa de Mello, który wywarł na nim wielkie wrażenie podczas kampanii syjamskiej. Soares, który przebywał poza granicami Birmy, powrócił ze swymi ludźmi (wszystkimi 39), i został przyjęty gorąco przez Bayinnaunga.
Dwa miesiące po zamachu na Tabinshwehtiego Bayinnaung był gotów do rozpoczęcia realizacji projektu odbudowy imperium. Musiał w tym celu zmierzyć się następującymi przeciwnikami:
| Region                                        | Władca              | Uwagi                                                                                     |
| --------------------------------------------- | ------------------- | ----------------------------------------------------------------------------------------- |
| Taungngu (Birma Środkowo-Wschodnia)           | Minkhaung II        | Młodszy brat przyrodni Bayinnaunga                                                        |
| Pyain (Birma Środkowo-Zachodnia)              | Thado Dhamma Yaza I | Teść Tabinshwehtiego                                                                      |
| Pegu (Środkowa Dolna Birma)                   | Smim Sawhtut        | Gubernator Sittaung; zabójca Tabinshwehtiego                                              |
| Martaban (Północna część wybrzeża Taninthayi) | Smim Htaw           | Brat przyrodni króla Takayutpiego; zbuntowany od stycznia 1550 r.; w maju zdobył Martaban |
| Pagan (Birma Środkowo-Północna)               | Sokkate             | Pochodził z Taungngu                                                                      |
| Górna Birma i delta Irawadi                   | Różni władcy        | Nie stawali po żadnej ze stron, ale w okresie bezkrólewia fortyfikowali swoje miasta      |

### Środkowa Birma (1550–1551)

#### Taungngu (1550–1551)
Po długich dyskusjach Bayinnaung i jego doradcy zdecydowali, że wojna o odbudowę imperium rozpocznie się w Taungngu, miejscu pochodzenia dynastii. Było to wykalkulowane ryzyko, gdyż w tym celu musieli przejść oni przez środek terytoriów kontrolowanych przez Pegu. Zdecydowali się oni jednak na jego podjęcie, gdyż byli przekonani, że najsilniejsze wsparcie otrzyma Bayinnaung raczej w swoim rodzinnym Taungngu, niż w głębi kraju Monów, gdzie się akurat znajdowali.
Pod koniec czerwca Bayinnaung wraz ze swym małym, ale zwartym oddziałem wojowników opuścił Dala i udał się w drogę do Taungngu. Pomaszerowali oni na północ do Hinthada, a następnie przebyli góry Pegu przechodząc na ich wschodnią stronę, na północ od Pegu. Smim Sawhtut, w tym czasie „król” Pegu, wyszedł naprzeciw ze swoją armią aby ich powstrzymać. Jak relacjonują kroniki, Bayinnaung poświęcił mu „nie więcej uwagi, niż lew szakalom” i pomaszerował dalej. Przekonawszy się, że celem Bayinnaunga nie było Pegu, Sawhtut nie próbował wciągać go w bitwę. Bayinnaung rozłożył obóz w Zeyawaddy (birm. ဇေယျဝတီ), 50 km od Taungngu. Przebywając tam przyjął wielu ministrów i żołnierzy z dawnego dworu Tabinshwehtiego, którzy zbiegli z Pegu i Martabanu. Przybywający wywodzili się ze wszystkich grup etnicznych – Bamarów, Szanów i Monów – co dowodzi, iż w XVI-wiecznej Birmie „pionowe struktury patron-klient były często ważniejsze od tych poziomych, choćby tak silnych, jak identyfikacja narodowa i więzi kulturowe”.
Do końca sierpnia Bayinnaung zebrał poważną siłę militarną (9600 ludzi, 200 koni, 20 słoni, 200 łodzi wojennych). Jego armia lądowa i flota rozpoczęły atak 2 września 1550 r. oblegając Taungngu. Minkhaung stawiał opór przez cztery miesiące poddając się ostatecznie 11 stycznia 1551 r. Co godne uwagi, Bayinnaung przebaczył bratu. Tego samego dnia został on koronowany w tymczasowym pałacu. Swoich ludzi nagrodził awansami i posadami. Najstarszy syn Bayinnaunga, Nanda, został mianowany następcą tronu.

#### Pyain (1551)
Dowódcy armii Taungngu jako cel kolejnego ataku wybrali Pyain. W marcu 1551 r. siły Bayinnaunga (9000 żołnierzy, 300 koni, 25 słoni) zaatakowały miasto. Jednak ogień muszkietów i artylerii Pyain zatrzymał je na ponad trzy miesiące. Ostatecznie Bayinnaung wycofał się 19 czerwca 1551 r. i uzupełnił swoją armię ludźmi ze środkowej Birmy (aż do Myede i Sagu), której rządcy poddawali się nowej, rosnącej potędze. Następna, licząca 9000 ludzi, armia ponowiła oblężenie 21 sierpnia 1551 r. i zdobyła miasto 30 sierpnia 1551 r. Bayinnaung nakazał stracenie władcy Pyain Thado Dhamma Yazy I, jednak wkrótce po egzekucji żałował swojej decyzji. Swojego drugiego najstarszego syna mianował wicekrólem Pyain obdarzając go tytułem Thado Dhamma Yaza II.

#### Pagan (1551)
W połowie września 1551 r. Bayinnaung podjął działania zmierzające do zakończenia podboju najbardziej na północ wysuniętej części środkowej Birmy, sięgającej do Paganu. Mianował on swojego wuja, Min Sithu, gubernatorem. Następnie skierował swoją armię do Ava, mając nadzieję na skorzystanie z wojny domowej toczonej między królem Mobye Narapatim, a Sithu Kyawhtinem, gubernatorem Sikongu. Został jednak zmuszony do szybkiego wycofania się na wieść o marszu sił Pegu w kierunku Taungngu.

### Dolna Birma (1552)
Armia Pegu wycofała się z jego terytorium, ale Bayinnaung zdecydował teraz, iż to właśnie Pegu musi być wyeliminowane jako pierwsze. W międzyczasie Mobye Narapati, który został wypędzony z Ava, dołączył do sił Bayinnaunga. Po pięciu miesiącach przygotowań, 28 lutego 1552 r. armia Bayinnaunga (11 000 ludzi, 500 koni, 40 słoni) opuściła Taungngu, aby 12 marca tegoż roku stanąć pod murami Pegu Smim Htaw, który sprawował władzę nad Pegu od sierpnia 1550 r., wyszedł za bramę miasta i wyzwał Bayinnaunga na osobisty pojedynek, na co ten się zgodził. Obydwaj starli się ze sobą na swoich słoniach bojowych. Zwyciężył Bayinnaung przepędzając Htawa wraz z jego słoniem z pola walki. Ludzie Htawa uciekli podążając za swoim wodzem.
Htaw wraz ze swą małą armią wycofał się do delty Irawadi. Siły Taungngu podążyły za nim, zdobywając pod koniec marca miasta wschodniej części delty. Armia Htawa w śmiałym ataku zdobyła na krótko Dala, jednak ostatecznie została w połowie maja pokonana w okolicach Basejn. W ręce Bayinnaunga wpadło całe wojsko Htawa oraz jego główna żona i teść. Sam Htaw z ledwością zdołał uciec. Pozostawał on uciekinierem aż do marca 1553 r., kiedy to został schwytany i stracony. W połowie 1552 r. Bayinnaung zyskał władzę nad wszystkimi trzema regionami zamieszkanymi przez Monów: Basejn, Pegu i Martabanem. 6 czerwca 1552 r. najstarszego ze swych młodszych braci, Minye Sithu, mianował wicekrólem Martabanu.

### Górna Birma (1553)
w ciągu dwóch lat po śmierci Tabinshwehtiego Bayinnaung odbudował imperium. Jednak nie uznawał swojej pracy za skończoną, ze względu na Syjam, który według niego ociągał się ze złożeniem mu, jako prawowitemu następcy Tabinshwehtiego, hołdu. Bayinnaung zastanawiał się poważnie nad najechaniem Syjamu, jednak jego doradcy pod wodzą Binnya Lawa, gubernatora Basejn, zalecili wcześniejsze zaatakowanie Ava. Przyjmując tę radę, 14 czerwca 1553 r. król posłał pod wodzą następcy tronu, Nandy, liczące 14 000 ludzi połączone siły lądowe i flotę. Jednak nowy król Ava, Sithu Kyawhtin (z dynastii Mohnyin), był na to przygotowany. W swoich szeregach miał żołnierzy z pięciu sprzymierzonych państw Szanów (Mohnyin, Mogaung, Momeit, Onbaung i Banmaw) oraz ze swych własnych państw wasalnych położonych w dolinie rzeki Mu i w dystrykcie Kyaukse. Stając wobec tak potężnych sił obrońców, Nanda odwołał atak.

### Koronacja
Wobec takiego obrotu spraw Bayinnaung zdecydował się na konsolidację dotychczasowych zdobyczy. Nowy pałac w Pegu, nazwany Kanbawzathadi, był gotowy 17 listopada 1553 r. 12 stycznia 1554 r. Bayinnaung został formalnie koronowanym królem przybierając imię Thiri Thudhamma Yaza (birm. သီရိ သုဓမ္မ ရာဇာ). Jego najwyższa królowa, Thakin Gyi, została koronowana pod królewskim imieniem Agga Mahethi (birm. အဂ္ဂ မဟေသီ).

## Rozszerzenie Imperium Taungngu

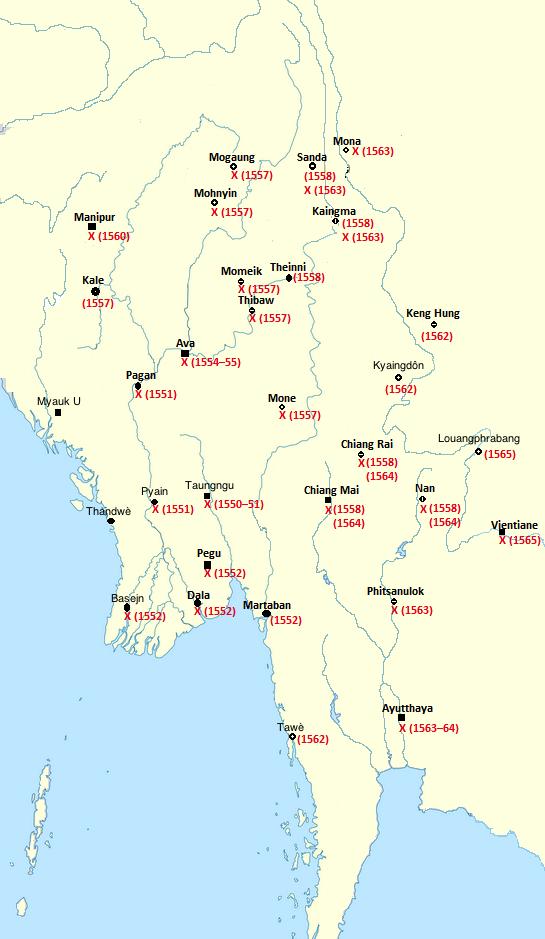
Najważniejsze kampanie wojenne i ekspansja imperium Taungngu (1550-1565)

Ponowne podbicie Dolnej Birmy zapewniło Bayinnaungowi pełną kontrolę nad dostępem do cudzoziemskich najemników uzbrojonych w broń palną oraz do zysków z handlu morskiego, niezbędnych do ich opłacenia. W ciągu następnych dwóch dekad będzie on wykorzystywał te nowe nabytki do dalszej ekspansji, a piętrząc zasoby ludzkie i materialne z nowo podbitych obszarów zbuduje największe imperium w historii Azji Południowo-Wschodniej.

### Górna Birma (1554–1555)
Pod koniec 1554 r. Bayinnaung zebrał potężne, jak dotąd największe, siły inwazyjne (18 000 ludzi, 900 koni, 80 słoni, 140 łodzi wojennych). Na granicach podjęto środki ostrożności dla ich ochrony przed atakami ze strony Lanna, Syjamu i Arakanu. W listopadzie 1554 r. armia Taungngu rozpoczęła inwazję prowadząc ją z dwóch kierunków: część sił przemieszczała się w górę doliny Sittaung, a druga wzdłuż doliny Irawadi. Siły Ava, wspierane przez dziewięć armii Konfederacji (Banmaw, Kale, Mogaung, Mohnyin, Momeik, Mone, Nyaungshwe, Theinni i Thibaw-Onbaung), nie były w stanie powstrzymać ich postępu i 22 stycznia 1555 r. stolica królestwa, Ava, została zdobyta przez część armii idącą od południa. Król Sithu Kyawhtin został wywieziony do Pegu. Bayinnaung mianował swojego młodszego brata Thado Minsawa wicekrólem Ava. Następnie, pod koniec marca, siły Taungngu wyparły pozostałe armie Konfederacji z doliny Czinduin do Munywa, z doliny Mu do Myedu i z doliny Kyaukse do Singu.
Bayinnaung kontrolował teraz zarówno dolinę Irawadi, jak i dolinę Sittaung, stanowiące korytarze do i z „serca kraju”, gdzie produkowano większość żywności i gdzie mieszkała większość ludności Górnej Birmy. Jednak część tego regionu, nad którą panował była wciąż niewielka – najbardziej na północ wysunięta placówka w Myedu położona była zaledwie ok. 160 km od Ava – i słaba, gdyż nie zapewnił on sobie posłuszeństwa otaczających państw Szanów, które od XIII w. były źródłem ciągłych najazdów, a od wczesnych lat XVI w. faktycznie zdominowały dużą część Górnej Birmy. Jeśli jego władza nad Górną Birmą miała się w przyszłości utrzymać, musiał on zyskać kontrolę nad otaczającymi ją niesfornymi państwami.

### Państwa Szanów na prawym brzegu Saluin (1557)
W 1556 r. król wraz z dworem zdecydował, że wszystkie państwa Szanów otaczające bezpośrednio dolinę Irawadi muszą zostać zneutralizowane jednym uderzeniem. Zrozumiał też, że potrzebne może się okazać podbicie królestwa Lanna (Chiang Mai), które było sojusznikiem potężnego państwa Mone. Dowództwu armii Taungngu zajęło rok zebranie po raz kolejny największej armii inwazyjnej (36 000 ludzi, 1200 koni, 60 słoni, 180 łodzi wojennych i 100 łodzi towarowych).
Atak na kraj Szanów rozpoczął się w styczniu 1557 r. (Armie opuściły swoją bazę w Ava między 24 grudnia 1556 r. a 8 stycznia 1557 r.) Potężny pokaz siły zadziałał. Państwa jedno po drugim poddawały się stawiając minimalny opór. W marcu 1557 r. dzięki jednemu uderzeniu Bayinnaung kontrolował większość szańskich państw położonych na prawym brzegu Saluin, na obszarze rozciągającym się od gór Patkaj na granicy z Assamem na północnym zachodzie, poprzez Mohnyin i Mogaung w dzisiejszym stanie Kaczin, do Momeik i Thibaw na północnym wschodzie. Jednak porządek skończył się wraz z opuszczeniem terytoriów Szanów przez birmańskie armie. Silne państwo Mong Nai, które w 1556 r. złożyło hołd, dzięki czemu uniknęło inwazji, zbuntowało się z pomocą królestwa Lanna, które rządzone było przez króla Mekuti, brata władcy Mong Nai. Siły Mong Nai zajęły Thibaw, a nowy saopha mianowany przez Bayinnaunga został stracony. W listopadzie 1557 r. pięć armii Taungngu (33 000 ludzi, 1800 koni, 170 słoni) dowodzonych przez samego króla zaatakowało i z łatwością zajęło Mong Nai i Thibaw.
Pod koniec 1557 r. spośród wszystkich państw Szanów położonych na prawym brzegu Saluin, poza kontrolą Bayinnaunga znajdywały się jedynie wasalne wobec Chin Theinni (Hsenwi; na północy dzisiejszego stanu Szan), Mowun, Kaingma, Sanda i Latha (w dzisiejszych prefekturach Dehong i Baoshan w prowincji Junnan). Ponieważ armia Thado Minsawa znalazła się w Thibaw sąsiadującym z Theinni, dowódcy Taungngu rozważali poważnie zaatakowanie także i tego państwa. Zdecydowali jednak, by nie otwierać kolejnego frontu w sytuacji, gdy Lanna pozostawało zagrożeniem dla południowych państw Szanów.
| Państwo                         | Obecne położenie                                                                             | Data podboju     |
| ------------------------------- | -------------------------------------------------------------------------------------------- | ---------------- |
| Thibaw (Onbaung), Momeik, Mogok | Północno-zachodnia część stanu Szan, północna część prowincji Mandalaj                       | 25 stycznia 1557 |
| Mohnyin                         | Południowa część stanu Kaczin, północna część prowincji Sikong (poprzez swojego wasala Kale) | 6 marca 1557     |
| Mogaung                         | Środkowa część stanu Kaczin                                                                  | 11 marca 1557    |
| Mong Nai, Nyaungshwe, Mobye     | Południowa część stanu Szan i północna część stanu Kaja                                      | listopad 1557    |

### Lanna (1558)

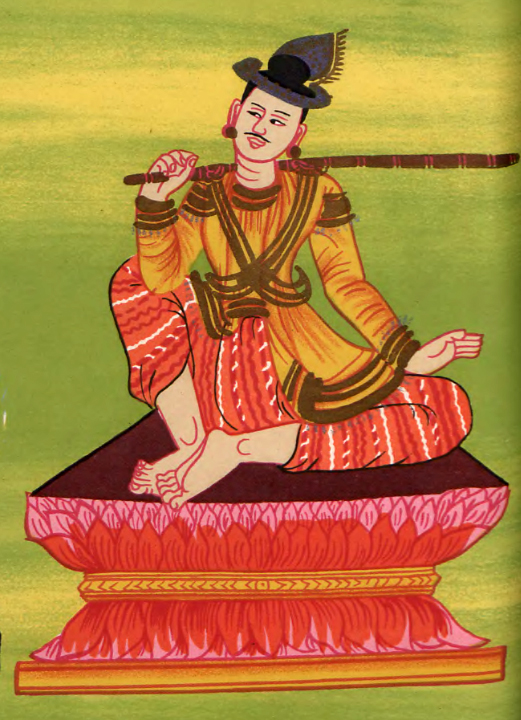
Król Mekuti przedstawiony jako Yun Bayin, birmański nat

Bayinnaung zainteresował się teraz niegdyś potężnym królestwem Lanna, uwikłanym w tym czasie w walki dynastyczne pomiędzy dwiema liniami dynastii Mangrai. Władzy króla Mekuti z dynastii Mone przeciwstawiał się król Setthathirath z Lan Xang, wnuk króla Ketklao z Lanna. 31 marca 1558 r. Bayinnaung wraz ze swymi armiami stanął pod bramami Chiang Mai i po dwóch dniach, 2 kwietnia 1558 r. Mekuti poddał się bez walki. Birmański król pozwolił Mekutiemu pozostać władcą Lanna, zabrał za to ze sobą do Pegu pewną liczbę rzemieślników, z których wielu było wybitnymi rękodzielnikami wytwarzającymi przedmioty z laki. W Chiang Mai pozostał niewielki garnizon składający się z 1000 żołnierzy dowodzonych przez Binnya Dalę i Binnya Seta.
Spokój skończył się wkrótce po opuszczeniu Chiang Mai przez armie Bayinnaunga. Setthathirath zajął wschodnie prowincje Lanna (Phrae, Nan, Chiang Rai i Chiang Saen). W listopadzie 1558 r. licząca 14 000 ludzi armia dowodzona przez Thado Minsawa wzmocniła obronę Chiang Mai, skąd następnie połączone siły z sukcesem zaatakowały armię Lan Xang wypierając ją z terytoriów Lanna.

### Chińskie państwa Szanów na prawym brzegu Saluin (1558–1559)
Pokonanie Lan Xang utrwaliło świeżo zdobytą pozycję birmańskiego Taungngu, jako najważniejszej siły w kraju Szanów. Pozostałe szańskie państwa na prawym brzegu Saluin podporządkowały się, mimo że prawdopodobnie nadal płaciły daniny Chinom. Pierwszą daninę, która dotarła 26 lipca 1558 r., wysłało Theinni. Następne były misje hołdownicze wysłane na początku 1559 r. przez mniejszych chińskich wasali – Mowun, Kaingma, Latha i Sanda.

### Manipur (1560)
Bayinnaung bez zwłoki wykorzystywał zasoby ludzkie z nowo nabytych terytoriów do pozyskiwania następnych obszarów. 2 grudnia 1559 zarządził inwazję Manipuru, jakoby w celu odpowiedzi na rzekome wtargnięcia sił tego małego królestwa na terytorium Kale. Odwołał on Binnya Dalę z Chiang Mai, by dowodził on atakiem. Trzy armie (10 000 ludzi, 300 koni, 30 słoni), składające się w większości z poborowych z Kale, Mohnyin, Mogaung, Momeik i Sanda, spotkały się z minimalnym oporem. Radża Manipuru poddał się ok. lutego 1560 r.

### Chińskie państwa Szanów na lewym brzegu Saluin (1562–1563)
Następne dwa lata król spędził na przygotowaniach do wojny z Syjamem, rozprawę z którym uważał za sprawę bezwzględnie wymagającą ukończenia. 17 czerwca 1562 r. ustanowił on garnizon w Tawè. Najpierw jednak chciał rozciągnąć swoją władzę na państwa Szanów leżące na lewym brzegu Saluin, prawdopodobnie po to, by zyskać kolejne zasoby ludzkie, a także by zabezpieczyć sobie tyły. Birmańskie kroniki podają, że Bayinnaung jedynie zareagował na rozpoczęty w lipcu 1562 r. bunt położonych na prawym brzegu Saluin chińskich państw Szanów wsparty przez państwa z lewego brzegu rzeki. Jednakże podobnie jak w przypadku Manipuru, mógł to być jedynie pretekst. Król posłał na wojnę cztery armie liczące po 12 000 ludzi, dowodzone przez Nandę. Thado Dhamma Yazę II, Minkhaunga II i Thado Minsawa. Położone najbardziej na południu lewobrzeżne państwo Kengtung poddało się 16 grudnia 1562 r., jeszcze przed rozpoczęciem ataku. Armie rozdzieliły się na dwie kolumny i na przełomie marca i kwietnia 1563 r. zaatakowały dolinę rzeki Taping. Wojska Taungngu napotkały znikomy opór i zapewniły sobie posłuszeństwo miejscowych saopha. Od tej chwili Bayinnaung stał się co najmniej nominalnym suzerenem chińskich państw Szanów, począwszy od tych położonych w dolinie Taping na prawym brzegu Saluin, aż do Jinghong (dzisiejsza prefektura Xishuangbanna) na wschodzie.

### Syjam (1563–1564)
Sprawując kontrolę nad dużą połacią zachodu lądowej części Południowo-Wschodniej Azji, Bayinnaung uznał się za gotowego do podboju Syjamu. Dla osiągnięcia tego celu potrzebował przytłaczającej przewagi w ludziach, gdyż Syjam, w odróżnieniu od państw Szanów, nie mógł został pokonany jedynie siłą broni palnej portugalskich najemników Taungngu. Dzięki własnemu wysiłkowi, Syjam wyrósł na dostatnie państwo nadmorskie, a w skład jego sił wchodzili portugalscy najemnicy uzbrojeni w broń palną oraz ich okręty. 16 lipca 1563 r. Bayinnaung wysłał do Syjamu misję z żądaniem oddania w charakterze hołdu jednego z czterech białych słoni znajdujących się w posiadaniu syjamskiego króla. Jak można było oczekiwać, król Maha Chakkraphat odmówił temu żądaniu. 1 listopada 1563 r. pięć armii (60 000 ludzi, 2400 koni i 360 słoni) opuściło Pegu rozpoczynając kolejną kampanię wojenną. Spodziewano się jeszcze przybycia armii z Lanna, jednak król Mekuti wszczął właśnie rebelię.
Droga inwazji wiodła przez środkowy Syjam. 4 grudnia 1563 r. armie zajęły kluczowe miasto Kamphaeng Phet. Następnie trzy z nich rozwinęły się by zająć kolejne ważne miasta środkowego Syjamu – Sukhothai, Phitsanulok i Sawankhalok. Poza pięciodniową bitwą pod Phitsanulok, armie te spotkały się z minimalnym oporem. Władcy trzech miast, jak też władca Phichit poddali się, po czym zostali ponownie mianowani na swoje stanowiska.
Następnie armie Bayinnaunga pomaszerowały do Ayutthayi. Zostały jednak zatrzymane na kilka tygodni przez syjamski fort nad Zatoką Tajlandzką wspierany przez trzy portugalskie okręty wojenne i nadbrzeżne baterie armat. Ostatecznie, 7 lutego 1564 r., atakujący zdobyli okręty i baterie, co pociągnęło za sobą upadek fortu. 18 lutego 1564 król Syjamu poddał się. Pośród innych łupów, Bayinnaung zabrał wszystkie cztery białe słonie, a obalonego króla wysłał do Pegu. Jego syna, Mahinthrathirata, mianował wasalnym królem Syjamu i pozostawił liczący 3000 żołnierzy garnizon.

### Lanna i Lan Xang (1564–1565)
Chociaż Bayinnaung ostatecznie podbił Syjam, musiał nadal zmagać się ze środkowym państwem Tajów. Król Mekuti z Lanna sprzymierzył się ze swoim starym rywalem Setthathirathem z Lan Xang. 23 października 1564 r. Bayinnaung poprowadził osobiście pięć dużych armii (64 000 ludzi, 3600 koni, 330 słoni) i rozpoczął z dwóch kierunków inwazję Lanna. Poborowi pochodzili z całego imperium nie wyłączając Syjamu, którego żołnierze dowodzeni byli przez Ramesuana, byłego księcia koronnego tego królestwa. Potężny pokaz siły okazał się skuteczny. Gdy cztery podążające z południa armie 25 listopada 1564 r. stanęły pod Lamphun, 20 km na południe od Chiang Mai, dowódcy obrony Chiang Mai zwyczajnie uciekli z miasta. W takiej sytuacji Mekuti poddał się prosząc o przebaczenie. Bayinnaung oszczędził życie obalonego króla i odesłał go do Pegu. Przez następne cztery miesiące przebywał w Lanna administrując tym krajem. Nim 10 kwietnia 1565 r. opuścił Chiang Mai, aby stłumić poważną rebelię w Pegu, mianował królową Visuddhadevi wasalną władczynią Lanna.
Podbój Lan Xang okazał się o wiele trudniejszym zadaniem. Królestwo to zostało zaatakowane przez trzy armie dowodzone przez samego księcia koronnego. W styczniu 1565 r. zajęły one z łatwością Wientian. Jednak król Setthathirath zdołał uciec. Przez następnych kilka miesięcy birmańscy żołnierze bezowocnie ścigali po całym Laosie króla i towarzyszący mu mały oddział. Wielu z nich zmarło z głodu i od chorób. Ostatecznie birmańskie dowództwo dało za wygraną i 1 sierpnia 1565 r. armie opuściły Wientian. Wasalnym królem uczyniono zięcia Setthathiratha. Wracając do Pegu Birmańczycy zabrali ze sobą wielu członków rodziny królewskiej Lan Xang nie wyłączając 18-letniego brata Setthathiratha, Maha Ouparat.
Pokój w Lanna panował przez resztę panowania Bayinnaunga. Jednak w Wientianie władza wasalnego króla, wspieranego przez birmański garnizon, nie wykraczała daleko poza stolicę. Setthathirath pozostał aktywny na prowincji i powrócił do Wientianu pod koniec 1567 r.

## Walka o utrzymanie imperium
Po kampanii w Lan Xang Bayinnaung sprawował przynajmniej nominalną władzę nad obszarem rozciągającym się od Manipuru na północnym zachodzie do Lan Xang na wschodzie oraz od chińskich państw Szanów na północy do Półwyspu Malajskiego na południu. Po krótkim okresie spokoju musiał on poświęcić prawie dekadę (1568–1576) by utrzymać imperium w całości.

### Interludium (1565–1567)

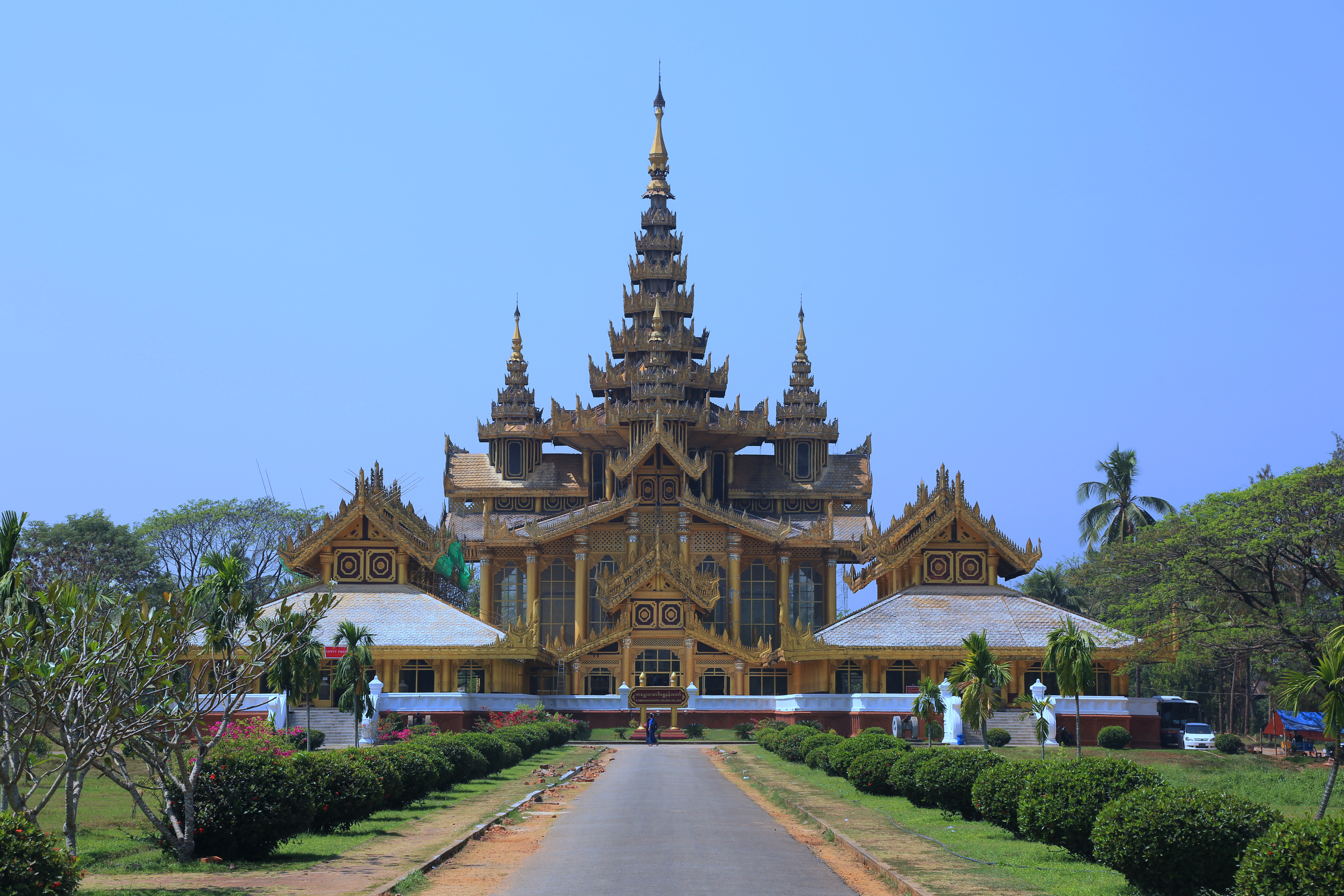
Pałac Kanbawzathadi

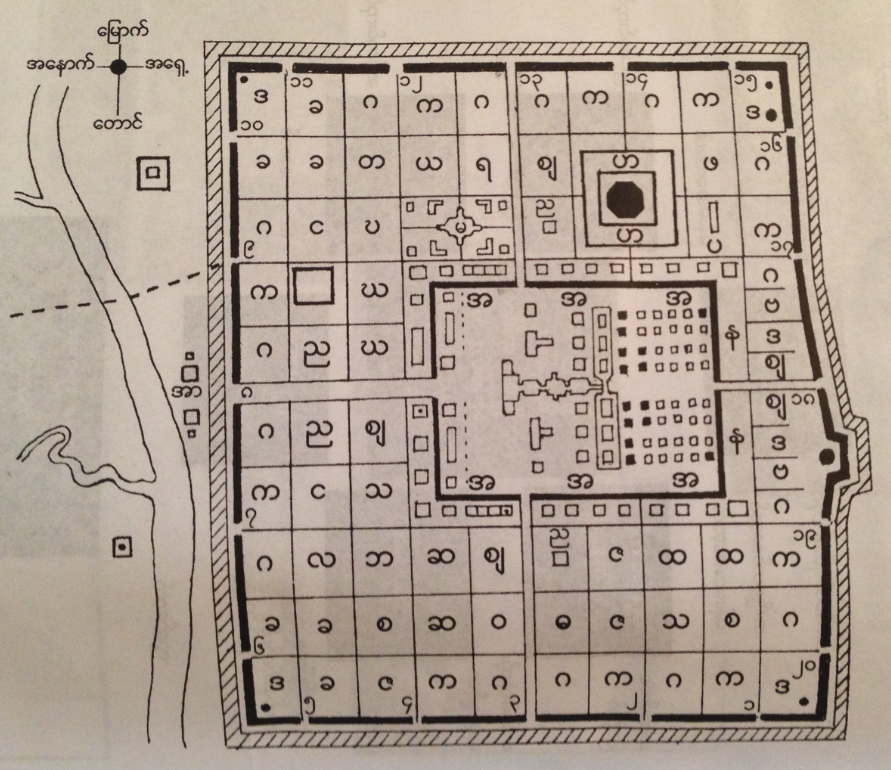
Plan miasta Pegu, 1568

W 1565 r. mońskie chłopstwo wraz z około 20 000 szańskich i syjamskich jeńców wojennych wszczęło w Pegu rewoltę, która doprowadziła do spalenia miasta. Król powrócił szybko z Chiang Mai i wkrótce otoczył i schwytał pozostałych przy życiu kilka tysięcy buntowników. Przed egzekucją w formie spalenia żywcem w bambusowych klatkach uratowało ich wstawiennictwo buddyjskich mnichów z Pegu. Przez ponad dwa kolejne lata (1565-1567) Bayinnaung nie musiał zmagać się z żadnymi nowymi buntami. Ponieważ ostatnia rebelia i trzęsienie ziemi, które po niej nastąpiło zakończyły się całkowitym zniszczeniem dużych połaci stolicy, w tym całego kompleksu pałacowego, musiał on przeprowadzić odbudowę miasta i pałacu. Nowa stolica miała 20 bram, z których każda otrzymała nazwę odpowiadającą wasalowi, który ją wybudował. Każda brama miała złocony, dwupiętrowy dach w kształcie wieży (pyatthat) i złocone drewniane wrota.
Plan bram odbudowanego Pegu, 1568
| Północny zachód   | Ayutthaya | Taninthayi | Martaban | Pakhan | Basejn     | Północny wschód   |
| Theinni           |           |            |          |        |            | Pyayin            |
| Tharrawaddy       |           |            |          |        |            | Ava               |
| Nyaungshwe        |           |            |          |        |            | Taungngu          |
| Mone              |           |            |          |        |            | Dala              |
| Kale              |           |            |          |        |            | Lan Xang          |
| Południowy zachód | Tawè      | Mogaung    | Mohnyin  | Momeik | Chiang Mai | Południowy wschód |

Odbudowany pałac Kanbawzathadi został oficjalnie otwarty 16 marca 1568 r. w obecności wszystkich wasalnych władców. Bayinnaung podniósł nawet rangę tytułów czterech byłych królów żyjących wówczas w Pegu: Mobye Narapatiego z Ava, Sithu Kyawhtina z Ava, Mekutiego z Lanna i Maha Chakkraphata z Syjamu.

### Lan Xang i Syjam (1568–1569)
Kiedy Bayinnaung wkraczał triumfalnie do nowego pałacu jako władca uniwersalny, cakkavatti, w Lan Xang dojrzewały już problemy. W około miesiąc później otrzymał on informację, iż siły Setthathiratha nie tylko odbiły Wientian, ale także najechały wschodnie dystrykty środkowego Syjamu i Lanna. W odpowiedzi wysłał on pospiesznie żołnierzy z państw Szanów i Górnej Birmy na granicę. Pośpiech pozwolił armii na rekrutację jedynie 6000 ludzi, którzy w całości zostali skierowani do ochrony granicy.
Złe wiadomości zaczęły się piętrzyć. 12 maja 1568 r. Bayinnaung dowiedział się, że bunt ogarnął także południowy Syjam (Ayutthaya), który wszedł w sojusz z Lan Xang. Na czele rebelii stanął Maha Chakkraphat, obalony król Syjamu, którego Bayinnaung dopiero co obsypał zaszczytami i któremu dał zgodę na powrót do Ayutthayi w charakterze pielgrzymującego mnicha. Gdy jednak tylko mnich przybył do Ayutthayi, zrzucił mnisie szaty i ogłosił niezależność. Jednakże nie wszystko było stracone. Władca środkowego Syjamu (Phitsanulok), Maha Thammarachathirat, pozostał lojalny wobec Bayinnaunga. 29 maja 1568 r. zaalarmowany sytuacją król Birmy wzmocnił Phitsanulok armią liczącą 6000 żołnierzy.
Wojna rozpoczęła się w czerwcu. Połączone siły Ayutthayi i Lan Xang, zdecydowane by objąć pełną kontrolą dolinę rzeki Menam przed oczekiwaną w porze suchej inwazją, stawiły czoła niezwykle trudnym warunkom pory deszczowej i rozpoczęły oblężenie Phitsanulok. Jednak wzmocniona obrona miasta zdołała je przetrzymać. Na przełomie października i listopada oblegający wycofali się do swych miast wobec nadciągającej birmańskiej interwencji. 27 listopada 1568 r. pod Phitsanulok przybyło pięć armii Bayinnaunga (54 600 ludzi, 5300 koni, 530 słoni). Wzmocnione przez żołnierzy z Phitsanulok, liczące 70 000 ludzi połączone armie pomaszerowały w dół rzeki Menam do Ayutthayi i w grudniu 1568 r. rozpoczęły oblężenie miasta.
Jednak pomimo ponoszonych ciężkich strat, birmańskie armie przez wiele miesięcy nie potrafiły odnieść zwycięstwa. Gdy Setthathirath zbliżał się na czele swych sił na pomoc miastu, Bayinnaung pozostawił Binnya Dalę jako dowódcę oblężenia i z połową swoich wojsk ruszył na spotkanie wroga. 8 maja 1569 r. zdecydowanie pokonał Setthathiratha na północny wschód od Ayuthhayi, dzięki czemu Lan Xang przestało się liczyć w działaniach związanych z oblężeniem. W międzyczasie umarł Maha Chakkraphat, a jego syn Mahinthrathirat złożył propozycję warunkowej kapitulacji. Oferta ta została odrzucona – Bayinnaung zażądał bezwarunkowego poddania się i w odpowiedzi wysłał do miasta jednego ze swoich syjamskich dostojników, aby udawał tam dezertera. Król Mahinthrathirat szybko obdarzył rzekomego uciekiniera funkcją dowódcy. Na skutek zdradzieckich działań szpiega jedna z bram miasta została otworzona i już tej samej nocy, 2 sierpnia 1569 r., miasto padło. 26 września 1569 r. Bayinnaung mianował Maha Thammarachathirata królem Syjamu.

### Odległe regiony imperium
Podczas gdy Bayinnaung odbywał decydującą rozprawę z Syjamem, jego najsilniejszym rywalem z sąsiedztwa, największym wyzwaniem okazało utrzymanie w ryzach odległych, górskich krain w najdalszych zakątkach jego imperium. Wojna partyzancka prowadzona przez małe armie buntowników w połączeniu z trudnymi warunkami terenowymi i głodem, stwarzały dla wojsk króla większy problem niż były kiedykolwiek w stanie stworzyć armie Syjamu.

#### Lan Xang (1569–1570)
Najbardziej kłopotliwe okazało się odległe, górskie Lan Xang. W październiku 1569 r. król osobiście poprowadził z dwóch kierunków atak na to królestwo. Setthathirath zatrzymał się na kilka miesięcy w Wientianie zanim w lutym 1570 r. wycofał się do dżungli, aby prowadzić stamtąd wypróbowaną już walkę partyzancką. Kolejne dwa miesiące spędził Bayinnaung wraz ze swymi ludźmi na przeczesywaniu wiejskich okolic Laosu. Setthathiratha nie udawało się odnaleźć, za to wielu birmańskich żołnierzy zmarło z głodu i wyczerpania przez długotrwałe marsze. Ostatecznie, w kwietniu 1570 r., Bayinnaung odwołał poszukiwania i wrócił do domu. Gdy król przybył ze swą armią do Pegu, pozostało w niej bardzo niewielu żołnierzy zdolnych do powrotu do domu, spośród tych, którzy wyruszyli z nim na wyprawę.

#### Północne państwa Szanów (1571–1572)
Lan Xang nie było jedynym odległym, górskim regionem sprawiającym kłopot chcącemu sprawować nad nim władzę królowi Birmy. Położone najdalej na północy państwa Szanów – Mohnyin i Mogaung (oraz ich wasale na terenie dzisiejszego stanu Kaczin i regionu Sikongu) – zbuntowały się wspólnie w lipcu 1571 r. Bainnaung wysłał tam dwie, liczące po 12 000 ludzi, armie pod dowództwem Nandy i Thado Dhamma Yazy II. Siły te z łatwością odzyskały opanowane przez buntowników tereny. Podobnie jednak jak w przypadku Lan Xang, żołnierze strawili pięć okrutnych miesięcy na bezowocnej gonitwie za wiarołomnymi saopha u pokrytych śniegiem podnóży Himalajów.

#### Lan Xang (1572–1573)

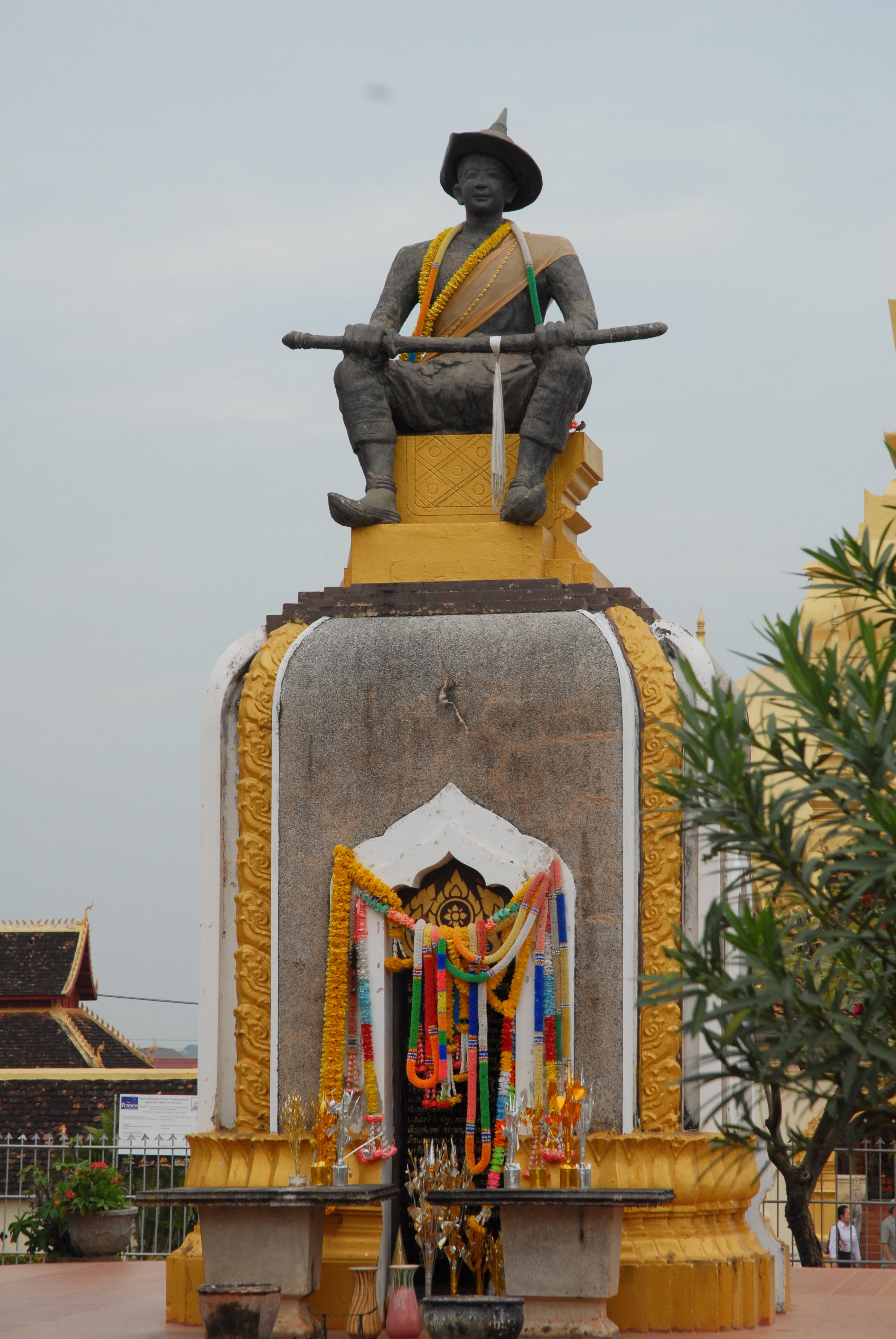
Pomnik króla Setthathiratha w Wientianie

W międzyczasie siły Setthathiratha zniszczyły birmański garnizon w Wientianie. Szczęśliwie dla Birmańczyków, jak się wydawało, król Lan Xang został wkrótce potem zamordowany – jeszcze przed połową 1572 r. – a miejsce na jego tronie zajął jeden z głównych ministrów i generał Sen Soulintha. (W historiografii laotańskiej wydarzenia te opisywane są jako mające miejsce rok wcześniej: Setthathirath odbił Wientian podczas pory suchej lat 1570–1571, a zmarł w 1571 r.) Ku wielkiemu zaskoczeniu Bayinnaunga, Soulintha odrzucił jego ultimatum. Nie dowierzając, król wysłał Binnya Dalę aby dowodził atakiem małej armii liczącej 6000 ludzi, z których większość pochodziła z Lanna i Syjamu. Jednak zarówno on sam, jak i dwór Taungngu nie docenili przeciwnika. Siłą Lan Xang nie był jedynie sam Setthathirath i pokonanie Soulinthy okazało się niełatwe. Mała birmańska armia ucierpiała znacznie na skutek ataków partyzanckich i musiała się wycofać na początku 1573 r. Po jej przybyciu do Pegu król rozgniewał się na Binnya Dalę, swojego jak dotąd najbardziej zaufanego doradcę i ulubionego generała, pomimo faktu, że to on sam wyposażył go w zbyt skromne siły. Zesłał on Binnya Dalę do „niezdrowej okolicy” w środkowym Syjamie, gdzie generał, który wygrał dla niego wiele bitew, umarł z powodu choroby po sześciu miesiącach pobytu.

#### Lan Xang i północne państwa Szanów (1574–1577)
Bayinnaung wydał niezwłocznie rozkaz poboru rekruta aby zaatakować Lan Xang w czasie najbliższej pory suchej roku 1573–1574. Jednak królestwo znajdowało się już w ciągłym stanie wojny i jego coroczne żądania większej liczby rekrutów popychało wasali ku granicy wytrzymałości. Nawet starsi doradcy króla głośno szemrali, więc zgodził się on niechętnie na opóźnienie ekspedycji o rok. Nie dało to wyczerpanym wasalom wytchnienia wystarczającego, by uzupełnić szeregi. Gdy więc w 1574 r. ruszył pobór, położone najdalej na północy państwa Mohnyin i Mogaung odrzuciły żądania króla i wznieciły rebelię.
Bayinnaung pozostał niewzruszony. Rozkazał on Thado Minsawowi, władcy Ava, by zajął się zbuntowanymi północnymi wasalami, podczas gdy on sam będzie dowodził kampanią w Lan Xang. 1 października 1574 r. armia Thado Minsawa (6000 ludzi, 800 koni, 80 słoni) złożona z regimentów pochodzących Górnej Birmy i państw Szanów wymaszerowała na północ. Sześć dni później cztery armie Bayinnaunga (34 000 ludzi, 1800 koni, 180 słoni), w skład których wchodziły regimenty z Dolnej Birmy, Lanna i Syjamu rozpoczęły atak na Lan Xang. Potężne armie króla nie napotkały żadnego oporu wkraczając do Wientianu, gdyż Soulintha wycofał się już stamtąd w głąb kraju. Szczęśliwie dla Bayinnaunga, Soulintha był postrzegany przez swoich własnych oficerów jako uzurpator, został więc przez nich uwięziony i wydany w ręce birmańskiego króla. Birmańskie armie ruszyły ponownie w różnych kierunkach zbierając daninę z laotańskiej prowincji, w tym z położonych najdalej na wschodzie części Lan Xang, które obecnie są częścią Wietnamu. Bayinnaung mianował młodszego brata Setthathiratha, Maha Oupahata (Chao Tha Heua), królem Lan Xang i 16 kwietnia 1575 r. powrócił do Pegu. Według birmańskich kronik Chao Tha Heua nie był szczególnie skutecznym władcą. Pochodził jednak ze szczytów królewskiej rodziny Lan Xang i został zaakceptowany przez ludność jako prawowity następca Setthathiratha. Ostatecznie Lan Xang znalazło się pod kontrolą Birmy.
Mająca niewielką intensywność rebelia w Mohnyin i Mogaung pozostawała solą w oku Bayinnaunga. Gdy pojawiała się birmańska armia przywódcy buntu wycofywali się po prostu do dżungli, aby powracać po jej odejściu. Szczególną irytację króla budził fakt, że wódz buntowników, młody saopha z Mogaung, był wychowankiem pałacu w Pegu, a na urząd został mianowany przez niego samego w 1572 r. Pod koniec 1575 r. Bayinnaung ruszył osobiście na północ i posłał kilka batalionów, by przeczesywały dżunglę. Jeden z tych batalionów natknął się na rebeliantów w głębi gór i zabił saopha z Mohnyin. Jednak saopha z Mogaungu udało się uciec i pozostać na wolności jeszcze przez półtora roku. Kiedy 30 września 1577 r. udało się go ostatecznie pojmać i doprowadzić przed oblicze króla, Bayinnaung rozkazał, aby młody wódz był wystawiany w kajdanach na widok publiczny przez tydzień w każdej z 20 bram Pegu, a następnie aby wraz ze swoimi towarzyszami został sprzedany jako niewolnik w Indiach.

## Późniejsze lata

### Sri Lanka

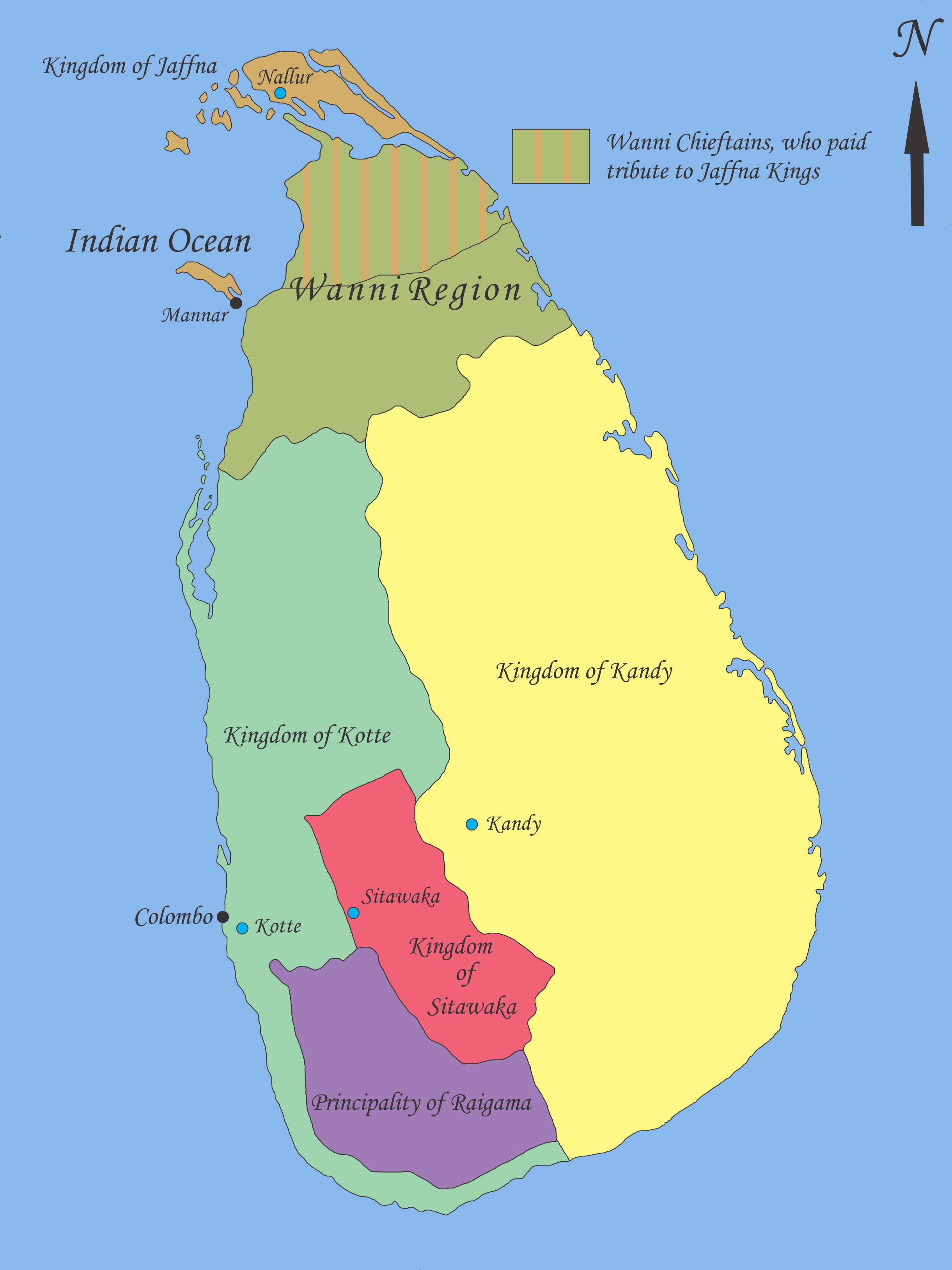
Sri Lanka (Cejlon) w XVI w.

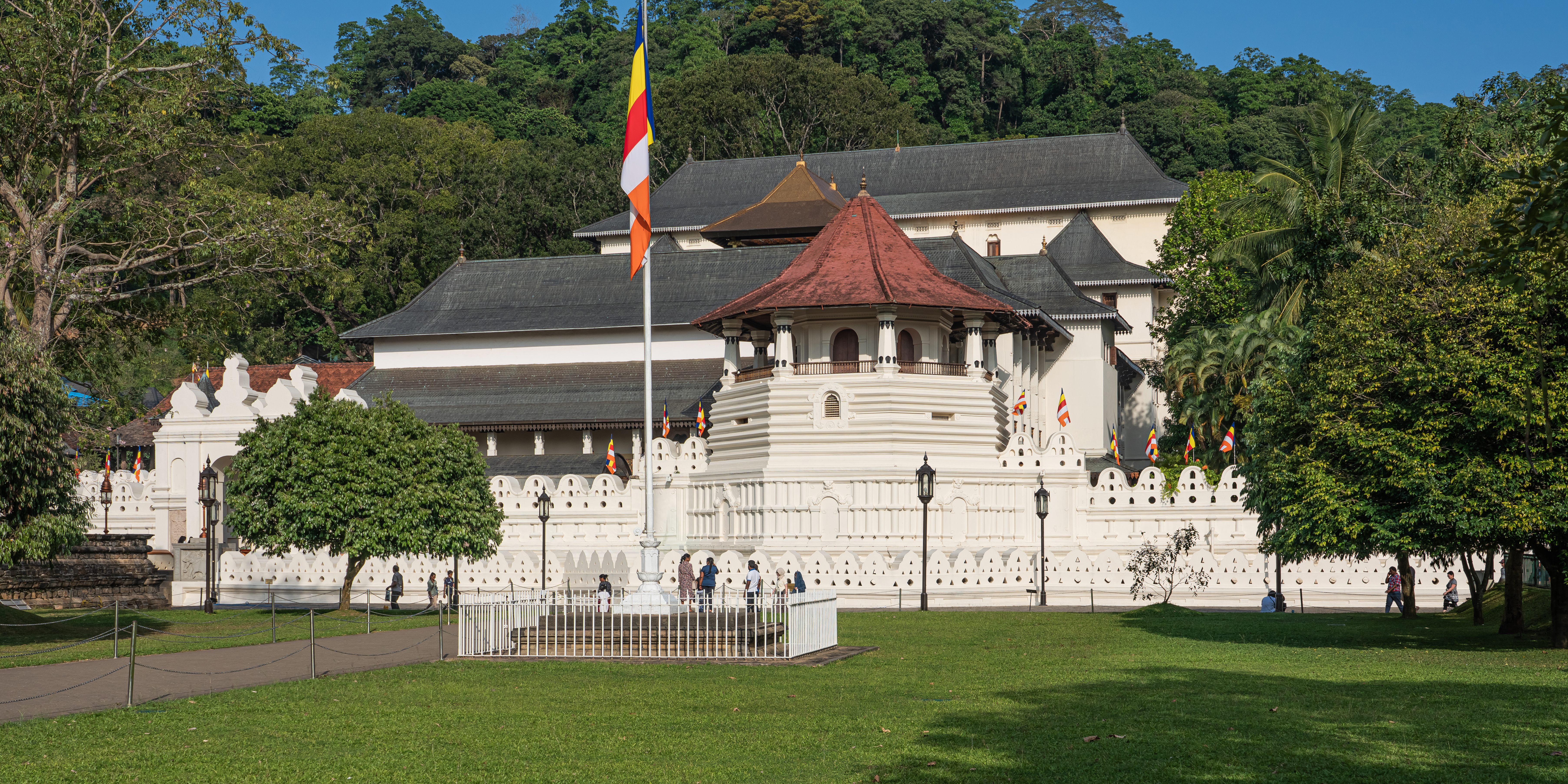
Świątynia Relikwi Zęba w Kandy, Sri Lanka

Od roku 1576 nikt nie śmiał rzucić wyzwania rządom Bayinnaunga, więc reszta jego panowania musiała upłynąć w spokoju. Innym państwom regionu, a szczególnie rywalizującym królestwom Sri Lanki, zależało na otrzymaniu jego wsparcia. Ze swej strony król postrzegał się jako protektor buddyzmu therawady i przez długi czas starał się promować i chronić tę religię na Sri Lance. Dwie dekady wcześniej, w listopadzie 1555 r. wysłał on bogate prezenty dla Świątyni Relikwi Zęba Buddy w Kandy i zakupił tam teren, by utrzymać wiecznie płonące światło w świątyni. Została ona upiększona przez jego rzemieślników, którzy też zamietli ją za pomocą miotły sporządzonej z włosów króla i jego najwyższej królowej. W 1560 r., na wieść o zajęciu miasta i wywiezieniu relikwi przez Portugalczyków do Goa, wysłał on do nich posłów z propozycją wykupienia Zęba za 800 000 srebrnych kiatów (41 000 funtów szterlingów) oraz dostaw ryżu dla portugalskiego garnizonu w Malakce za każdym razem, gdy tylko będzie on potrzebny. Ofertą tą zainteresował się wicekról Constantino de Bragança, jednak arcybiskup Goa, Gaspar de Leão Pereira, wymógł na nim jej odrzucenie, grożąc wicekrólowi procesem w stylu inkwizycyjnym. W 1561 r., „na oczach zmrożonych przerażeniem birmańskich posłów, arcybiskup umieścił Ząb w moździerzu, roztarł go na proszek, spalił w tyglu, a popiół wyrzucił do rzeki.”. Oczywiście, Lankijczycy zaczęli twierdzić, że zniszczona relikwia była kopią, a prawdziwy ząb pozostał na Sri Lance. W rzeczywistości, na wyspie pojawiły się dwa zęby mające być oryginałami relikwi: jeden w Kolombo, a drugi w Kandy.
Do lat 70. XVI w. zarówno Kotte, jak i Kandy wyłudzały wsparcie Bayinnaunga. Najbardziej aktywny był król Dharmapala z Kotte. Wysłał on królowi w prezencie dziewczynę, którą przedstawiał jako swoją córkę. Księżniczka została przyjęta głośnymi owacjami w Basejn 24 września 1573 r. Jednak według G.E. Harveya, działanie króla Kotte nie było dobrowolne: birmański król zażądał księżniczki aby wypełnić jedną z przepowiedni jego astrologów, więc Dharmapala, który nie miał córek, zastosował się do tego żądania wysyłając córkę swego szambelana, którą traktował jak swoją własną. W każdym razie, Dharmapala, który nawrócił się na katolicyzm, starał się nadal przypodobać Bayinnaungowi wysyłając mu prawdziwą, jak twierdził, relikwię Zęba rzekomo w celu uzyskania opieki wielkiego buddyjskiego króla. Jednak głównym celem jego misji było uzyskanie pomocy wojskowej przeciwko rebelii. Bayinnaung otrzymał relikwię 14 lipca 1576 r. Chociaż nie jest jasne, czy król rzeczywiście uwierzył w autentyczność daru, posiadanie świętego Zęba, który czciły miliony wiernych miało wielkie znaczenie. W podzięce Bayinnaung posłał do Kolombo pięć okrętów z 2500 swoich najlepszych „niedosięgłych” (ang. „invulnerables”) ze wszystkich części imperium Najlepsi żołnierze króla z łatwością stłumili rebelię, co zostało zauważone przez trzech pozostałych władców królestw Sri Lanki. Kroniki podają, że birmańscy generałowie przyjęli w Kolombo władców wszystkich czterech królestw i zalecili im ochranianie religii. Król Karaliyadde Bandara z Kandy zaoferował Bayinnaungowi córkę i, jak twierdził, prawdziwy Ząb. Jednak król, nie widząc powodu do ponownego otwierania tej kwestii, nie wdał się w spory ze sceptykami i odprawił wysłanników króla Kandy z podziękowaniami.

### Lanna i Lan Xang (1579)
Żadne nowe problemy nie pojawiły się, gdy 2 stycznia 1579 r. umarła królowa Visuddhadevi z Lanna, która przez pond 13 lat z powodzeniem utrzymywała spokój w środkowej części kraju Tajów. Wybrany przez Bayinnaunga Nawrahta Minsaw, jeden z jego synów, nie napotkał żadnych przeszkód obejmując tron Lanna. Gdy w Lan Xang wybuchły niepokoje, król nie chciał ryzykować. 17 października 1579 r. posłał on tam znaczną armię (22 000 ludzi, 1200 koni, 120 słoni), która nie napotkała żadnego oporu. Według historiografii laotańskiej, gdy w 1580 r. umarł wasalny król Lan Xang Maha Ouparat, Bayinnaung uczynił sukcesorem jego tronu Sen Soulinthę, uzurpatora, którego utrzymywał w Pegu od 1574 roku Kroniki birmańskie nie wspominają o żadnej zmianie przez pozostały okres panowania Bayinnaunga. Jedyny znajdujący się w nich zapis dotyczący Lan Xang w okresie rządów Bayinnaunga po roku 1579 mówi jedynie o tym, że 2 września 1581 r. król poświęcił pagodę buddyjską w tym królestwie. Kroniki podają też, że wasalny król umarł na przełomie września i paźddziernika 1588 r.

### Arakan (1580–1581)
Do roku 1580 „uniwersalny władca” nie tylko pokonał wszystkie kraje, które przyciągały jego uwagę przez ostatnie trzy dekady, ale uzyskał także szacunek państw sąsiednich. Nie było przed nim żadnych zagrożeń wewnętrznych ani zewnętrznych (chociaż portugalskie Goa uważało, że jest formalnie w stanie wojny z Birmą ze względu na jej zaangażowanie na Sri Lance). Zamiast jednak odpocząć, obrócił on swój wzrok w stronę Arakanu, królestwa które on sam i Tabinshwehti próbował bezskutecznie podbić w latach 1545–1547. Uznał on, że nadszedł czas aby jeszcze raz sprowadzić status tego zachodniego, nadmorskiego królestwa do roli państwa wasalnego, jaką odgrywało za czasów królu Paganu. Rok wcześniej wysłał on poselstwo do cesarza Akbara z Imperium Mogołów, który właśnie w 1576 r. podbił Bengal, prawdopodobnie chcąc się upewnić czy planowana okupacja Arakanu nie będzie przez Mogołów potraktowana jako akt wrogości.
W każdym razie, 27 października 1580 r. Bayinnaung wysłał liczące 8000 ludzi morskie siły inwazyjne. W listopadzie 1580 r. flota, na którą składało się 200 okrętów, rozpoczęła okupację Thandwè Król planował prawdopodobnie osobiste dowództwo podczas ataku na arakańską stolicę Myauk U, nie był jednak w stanie go objąć ze względu na pogarszający się stan zdrowia. Przez rok siły inwazyjne pozostawały bezczynne w Thandwè. 28 września 1581 r. król wysłał dodatkowe siły lądowe i morskie (29 000 żołnierzy, 1600 koni, 120 słoni) przygotowując się do rozpoczęcia kampanii po nadejściu pory suchej Jednak 6 tygodni później Bayinnaung umarł i wkrótce potem siły inwazyjne wycofały się.

## Administracja

### Cesarz bez cesarstwa

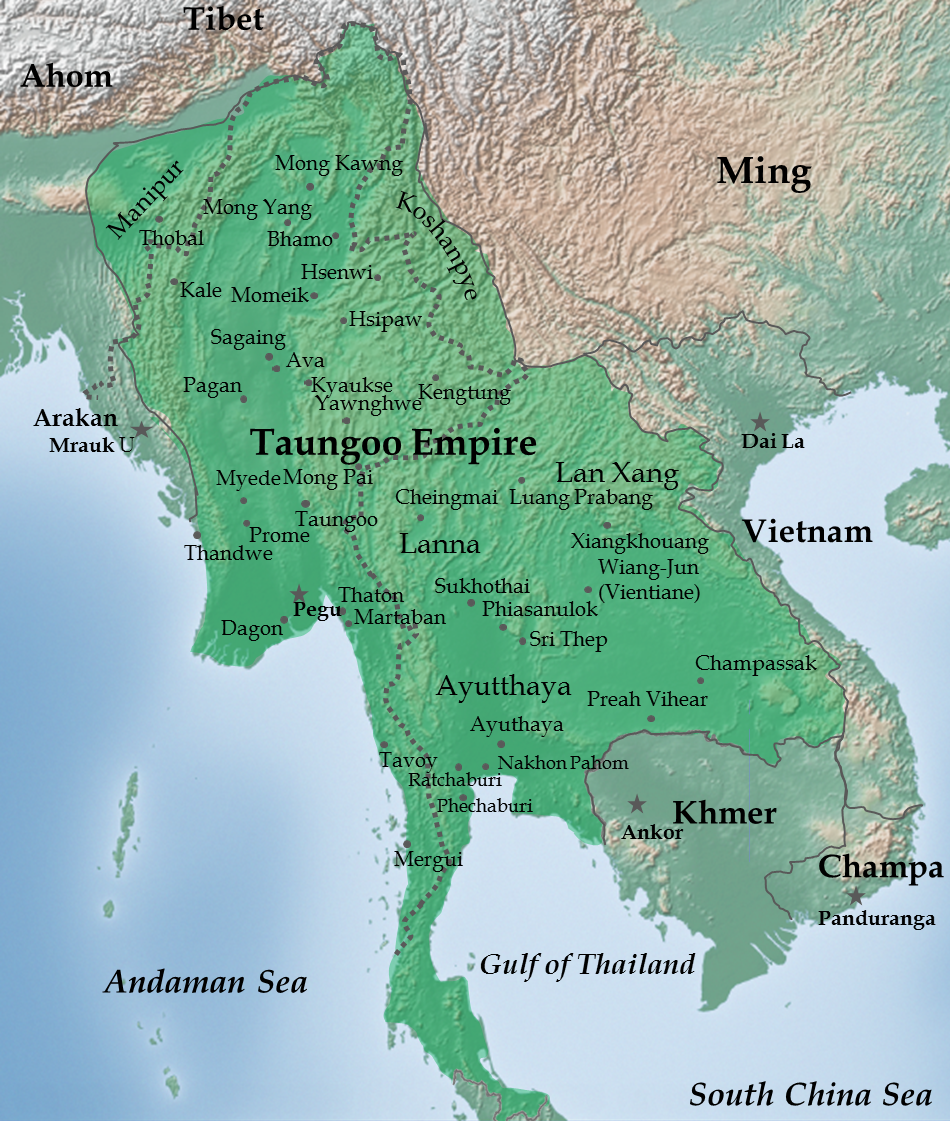
Imperium Taungngu w 1580 r. „Państwa położone na wschodzie tak daleko, jak Annam i Kambodża składały prawdopodobnie Bayinnaungowi hołd przebłagalny.” Kroniki wymieniają też Cachar oraz o wiele głębiej położone części Junnanu, a lankijskie królestwo Kotte traktują jak protektorat

Bayinnaung zbudował z sukcesem największe imperium w historii Birmy. Rozciągało się ono „od Manipuru do marchii kambodżańskich i od granic Arakanu do Junnanu”, a prawdopodobnie składały mu też „hołd przebłagalny” kraje położone tak daleko na wschodzie, jak Annam (Wietnam) i Kambodża. Niezależnie od jego kruchości, królestwo Bayinnaunga było niewątpliwie największym imperium w historii lądowej części Azji Południowo-Wschodniej i „prawdopodobnie największym imperium w historii Azji Południowo-Wschodniej.” Portugalczycy nazywali Pegu „najpotężniejszą monarchią Azji nie licząc Chin.”
Jednak Bayinnaung, który rozpoczynał panowanie jako „król bez królestwa”, kończył je jako „cesarz bez cesarstwa.” Według Than Tuna, Bayinnaung podbijał kolejne terytoria nie po to, by je kolonizować, ale by zdobyć lojalność ich władców. Pokonanych królów i pomniejszych władców utrzymywał na ich stanowiskach tak długo, jak długo pozostawali wobec niego lojalni. Tun Aung Chain dodaje, że „rozległa wspólnota państwowa utrzymywana była w całości nie tyle przez formalne instytucje, ile przez osobiste relacje” oparte na koncepcjach thissa (birm. သစ္စာ, ‘lojalność’) i kyezu (birm. ကျေးဇူး, ‘zobowiązanie’).” Lieberman pisze: „...występował jako cakkavatti, czyli Władca Świata par excellence...”
Nie było to niczym nowym. Król wdrożył po prostu w życie dominujący w Azji Południowo-Wschodniej model administracyjny solarnej struktury państwowej, w którym najwyższy król zarządzał jedynie rdzeniem państwa, zaś codzienną administracją i rządami nad ludnością zajmowali się na poły niezależni hołdownicy, autonomiczni wicekrólowie oraz gubernatorzy. Jako „król królów” Bayinnaung rządził osobiście jedynie w Pegu i kraju Monów, pozostawiając resztę królestwa wasalnym królom Ava, Pyain, Lanna, Lan Xang, Martabanu, Syjamu i Taungngu. Za najważniejsze ze wszystkich państw wasalnych uważał on Lanna i w nim spędził najwięcej czasu.
Władcy najważniejszych państw wasalnych
| Region   | Mianowany władca                                     | Data mianowania                                   | Uwagi                        |
| -------- | ---------------------------------------------------- | ------------------------------------------------- | ---------------------------- |
| Ava      | Thado Minsaw                                         | 19 lutego 1555                                    | Brat przyrodni               |
| Lanna    | Mekuti Visuddhadevi Nawrahta Minsaw                  | 2 kwietnia 1558 10 kwietnia 1565 28 stycznia 1579 | Rodzimy władca Syn           |
| Lan Xang | Szwagier Setthathiratha Maha Ouparat (Chao Tha Heua) | styczeń 1565 listopad 1574                        | Brat Setthathiratha          |
| Martaban | Minye Sithu Thiri Thudhamma Yaza                     | 6 czerwca 1552 26 maja 1581                       | Brat Syn                     |
| Pyain    | Thado Dhamma Yaza II                                 | 30 sierpnia 1551                                  | Brat                         |
| Syjam    | Mahinthrathirat Maha Thammarachathirat               | 18 lutego 1564 26 września 1569                   | Rodzimy władca z Phitsanulok |
| Taungngu | Minkhaung II                                         | 6 czerwca 1552                                    | Brat przyrodni               |

Bayinnaung zarządzał Dolną Birmą z pomocą ministrów, z których zdecydowana większość wywodziła się z Monów. (Słowem używanym przez europejskich podróżników na określenie dworskich dostojników było semini, czyli wymawiane z włoska smim, mońskie określenie lokalnego władcy.). Najwyższym ministrem był Binnya Dala, znany z uzdolnień wojskowych i administracyjnych oraz talentu literackiego.

### Reformy administracyjne
Król wprowadził reformy administracyjne jedynie na marginesie swojej działalności. Ogólnie rzecz biorąc, do największego państwa, jakie istniało kiedykolwiek w tym rejonie Azji przeszczepił on po prostu powszechnie spotykany zdecentralizowany system administracyjny, który sprawdzał się z ledwością w przypadku miniaturowych państw w rodzaju jego rodzinnego Taungngu. W istocie, system ten nie działał w przypadku królestw średniej wielkości, takich jak Ava, Hanthawaddy, Lanna i Syjam. (Ava musiało zawsze zmagać się z Pyain i Taungngu: Pegu z Martabanem i Basejn; Chiang Mai z Chiang Saen i Nan; Ayutthaya z Phitsanulok; i.t.d.) Teraz, ze względu na rozległość imperium, system uległ nawet jeszcze większej decentralizacji, a nici powiązań między jego elementami stały się jeszcze cieńsze. W każdym razie był to jedyny system znany królom Taungngu i „nie mieli oni innego wyboru, niż jego utrzymanie.”
Najprawdopodobniej przypadkowo, Bayinnaung wprowadził kluczową reformę, która okazała się najważniejszym i najtrwalszym elementem jego spuścizny. Była to jego polityka administracyjna względem państw Szanów, które od końca XIII w. nieustannie najeżdżały Górną Birmę. Król pozwolił rządzącym tymi państwami saopha zachować ich regalia i królewskie ceremonie, a także ich feudalne prawa wobec poddanych. Urząd saopha pozostał dziedziczny. Jednak urzędujący saopha mógł być odtąd usunięty przez króla za poważne naruszenia zasad, choć wybór następcy ograniczony był do członków jego rodziny. Kluczową innowacją było wymaganie, aby synowie wasalnych władców zamieszkiwali w pałacu króla jako paziowie, co służyło dwóm celom: stawali się oni zakładnikami gwarantującymi właściwe zachowanie swoich ojców, a także otrzymywali cenne wykształcenie w zakresie zasad rządzących życiem birmańskiego dworu. Polityka Bayinnaunga naśladowana była przez wszystkich królów Birmy, aż do ostatecznego upadku królestwa pod ciosami Brytyjczyków w 1885 r.
Mimo wszystko jednak, jego reformy miały charakter improwizacji i eksperymentów. Relacje patron-klient znaczyły ciągle więcej niż słabe bądź nieistniejące instytucje: jego wasale byli lojalni wobec niego, a nie birmańskiego królestwa Taungngu. Reformy zapoczątkowane przez Bayinnaunga zostały ostatecznie rozwinięte przez jego XVII-wiecznych następców. Jednak z powodu jego śmierci nie zdążyły się one zakorzenić na tyle, aby zapobiec gwałtownemu rozpadowi jego „przegrzanego” imperium w ciągu następnych dwóch dziesięcioleci.

### Standaryzacja prawa i handlu
Król wprowadził rodzaj prawnej uniformizacji zwołując uczonych mnichów i urzędników ze wszystkich dominiów, aby stworzyli oficjalny zbiór kodeksów. Uczeni ci ułożyli kodeksy Dhammathat Kyaw i Kosaungchok bazujące na dhammathat króla Wareru. Decyzje wydawane na dworze Bayinnaunga były zbierane w Hanthawaddy Hsinbyumyashin Hpyat-hton. Promował on stosowanie nowego prawa w całym imperium w takim stopniu, w jakim było ono zgodne ze zwyczajami i praktykami miejscowych społeczności. Za czasów jego panowania rozpoczęło się przyjmowanie birmańskiego prawa zwyczajowego i kalendarza birmańskiego przez Syjam. Wprowadził on także w całym królestwie standaryzację wag i miar, takich jak cubit, tical czy kosz.

### Kwestie związane z religią
Inną trwała spuścizną rządów Bayinnaunga było wprowadzenie do Górnej Birmy i państw Szanów bardziej ortodoksyjnego buddyzmu therawady. Propagował on reformy religijne zapoczątkowane przez króla Dhammazediego pod koniec lat 70. XV w. Postrzegając siebie jako „modelowego króla buddyjskiego”, Bayinnaung rozpowszechniał kopie pism religijnych, żywił mnichów i wznosił pagody w każdym nowo podbitym państwie, od terenu górnej Birmy i ziem Szanów, aż do Lanna i Syjamu. Niektóre z tych pagód istnieją do dzisiaj, a w ciągu wieków jakie nastąpiły po śmierci króla Birmańczycy wskazywali na nie, jako na potwierdzenie ich praw do dalszego sprawowania władzy nad tymi krajami. Idąc śladami Dhammazediego, Bayinnaung w imię oczyszczenia religii nadzorował masowe wyświęcenia zgodnie z zasadami buddyzmu therawady w Kalyani Thein w Pegu. Zakazał on w całym królestwie składania ofiar z ludzi i zwierząt. W szczególności, zakazał on szańskiego zwyczaju zabijania podczas pogrzebu saopha należących do niego za życia niewolników i zwierząt. Nie powiodły się jednak jego wysiłki zmierzające do wyplenienia z birmańskiego buddyzmu animistycznego kultu natów.
Bayinnaung przekazywał w darze drogie kamienie, aby ozdabiać nimi korony wielu pagód, w tym Szwedagon, Shwemawdaw, Kyaiktiyo oraz wielu innych mniej sławnych. W 1564 r., po śmierci jego ukochanej królowej Yaza Dewi, pagoda Szwedagon otrzymała od niego nową iglicę. Główną świątynią króla była pagoda Mahazedi w Pegu, którą kazał wybudować w 1561 r. W 1560 r. Bayinnaung próbował bez powodzenia odzyskać od Portugalczyków relikwię Zęba z Kandy. W późniejszych latach ingerował on w wewnętrzne sprawy Sri Lanki pod pretekstem ochrony religii.

### Gospodarka
Królestwo Bayinnaunga miało w głównej mierze charakter rolniczy, z kilkoma bogatymi morskimi portami handlowymi. Głównymi portami były Thanlyin, Dala i Martaban. Królestwo eksportowało towary takie, jak ryż i kamienie szlachetne. W Pegu handel zagraniczny znajdował się w rękach ośmiu brokerów mianowanych przez króla. Pobierali oni opłatę w wysokości 2%. Ich uczciwość i praktyki biznesowe zyskały sobie szacunek europejskich kupców. W stolicy imperium widoczny był dostatek. Europejscy podróżnicy tych czasów „nigdy nie czuli się znużeni opisywaniem Pegu – długich fos pełnych krokodyli, murów, wież strażniczych, wspaniałego pałacu, wielkich procesji z udziałem słoni, lektyk i dostojników w lśniących szatach, świątyń wypełnionych posągami ze złota i drogich kamieni, nieskończonych zastępów zbrojnych oraz publicznych pojawień się samego wielkiego króla.” Bayinnaung mianował urzędników nadzorujących żeglugę towarową i posyłał statki w podróże handlowe. Dostatnie życie w stolicy, nie miało jednak prawdopodobnie swojego odbicia na prowincji. Coroczny pobór mężczyzn zredukował znacznie zasoby siły roboczej niezbędnej do uprawy pól ryżowych. Wysokość zbiorów spadała okresowo do niebezpiecznie niskich poziomów, co prowadziło do poważnych niedoborów ryżu, tak jak np. w 1567 r.

## Wojskowość

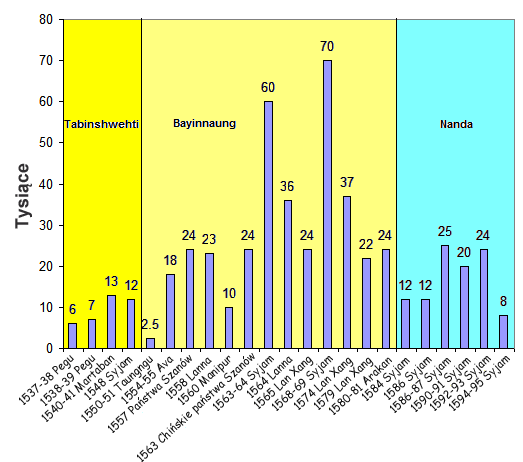
Mobilizacje Królewskiej Armii Birmy (1530–1599)

Dzięki „zapierającym dech w piersiach” podbojom militarnym Bayinnaung zbudował największe imperium Azji Południowo-Wschodniej. Ten jego sukces przypisywany był „bardziej wojowniczej tradycji Taungngu”, portugalskiej broni palnej i cudzoziemskim najemnikom oraz wielkości zgromadzonych sił.
Po pierwsze, Bayinnaung był wytworem Taungngu, podatnego na bunty dawnego wasala królestwa Ava w którym, podobnie jak inni młodzi mężczyźni z pałacu, od dziecka otrzymywał wykształcenie wojskowe. Dzięki takiemu przygotowaniu mógł on wraz z Tabinshwehtim rozpocząć swoją pierwszą kampanię przeciwko większemu i bogatszemu królestwu Hanthawaddy w wieku zaledwie 18 lat.
Po drugie, początek ich karier wojskowych przypadł na czas pojawienia się w ich części świata dużych ilości portugalskich armat i arkebuzów. Portugalskie uzbrojenie wykazało swoją wyższość w zakresie celności, bezpieczeństwa, wielkości miotanego ładunku i szybkostrzelności. Duet wodzów dotarł do wybrzeża w szczytowym momencie tej transformacji i szybko obrócił ją na swoją korzyść, wyposażając swoje siły w portugalską broń palną oraz włączając w ich szeregi najemników portugalskich i pochodzących znad Oceanu Indyjskiego (głównie muzułmanów). Także miejscowa piechota i oddziały słoni zaczęły używać broni palnej w którą, podczas kampanii prowadzonych pod koniec XVI w., wyposażonych było 20–33% żołnierzy. Według Liebermana „gdyby Taungngu zaatakowało Pegu o jedno pokolenie później, można sobie wyobrazić, że portugalskie armaty przyniosłyby wówczas zwycięstwo królestwu Hanthawaddy zmieniając w ten sposób bieg historii.” Ale to właśnie Taungngu przejęło przewagi Hanthawaddy i wykorzystało je do zbudowania imperium.
I wreszcie, Bayinnaung mógł rozporządzać większymi zasobami ludzkimi, niż jakikolwiek inny władca w jego regionie. Od każdego podbitego państwa wymagał on dostarczenia rekrutów, których wykorzystywał w następnej kampanii. Dysponując zarówno większymi siłami, jak i lepszą bronią palną, Bayinnaung nie miał problemu z obniżeniem statusu Manipuru i całego świata Szanów do poziomu własnych hołdowników. Większa liczebność jego sił i ich większe doświadczenie w walce dowiodły swego znaczenia w starciu z Syjamem, będącym również bogatą nadmorską potęgą z silną i dobrze wyposażoną armią.
Jednak to nie Syjam okazał się największym przeciwnikiem. Były nim odległe, górskie państwa w rodzaju Lan Xang, Mohnyin i Mogaung, których partyzanckie wojny stanowiły ciągły kłopot Bayinnaunga. Wielu jego żołnierzy umarło z głodu i od chorób podczas zajmujących rok po roku bezowocnych poszukiwań nieuchwytnych band buntowników. (Umieralność musiała być znaczna, skoro informacja ta trafiła do kronik.) Miał on jednak to szczęście, że życie stracił tak charyzmatyczny partyzancki dowódca jak Setthathirath. I wreszcie, sama tylko jego potęga militarna nie mogła przynieść trwałego pokoju. Potrzebował on kompetentnych lokalnych władców, którzy rozporządzali szacunkiem miejscowej ludności, aby rządzili w jego imieniu. Historia pokazuje, że zamiast siły korzystał on dla utrzymania pokoju z rozwiązań politycznych.
Nie ma wątpliwości, że żaden pojedynczy czynnik nie może stanowić wyjaśnienia sukcesu, jaki odniósł Bayinnaung. Jego następcy dysponowali tymi samymi narzędziami. Jednak nikomu (ani w ówczesnej Birmie, ani w państwach będących sukcesorami jego imperium) nie udało się zgromadzić wszystkich ich razem. Przykładowo, podczas swoich największych kampanii był on w stanie zebrać 60 000 do 70 000 żołnierzy. Jego następcy z dynastii Taungngu gromadzili co najwyżej jedną trzecią tych sił. Aż do czasów pierwszych królów z dynastii Konbaung nie udało się armii birmańskiej osiągnąć zbliżonej liczebności. Harvey zauważa: „Od wieku nastoletniego, aż do swojej śmierci był on bezustannie w polu, dowodząc osobiście każdą większą kampanią. Miarą jego zdolności są niepowodzenia innych królów, którzy usiłowali dokonać tych samych podbojów.”

## Śmierć i sukcesja
Król umarł 10 października 1581 po długiej chorobie. Jego pełne królewskie imię w dniu śmierci brzmiało „Thiri Tri Bawa Naditra Pawara Pandita Thudhamma Yaza Maha Dipadi.”
Jego najstarszy syn i następca tronu Nanda objął tron bez żadnych przeszkód. Jednak imperium, które Bayinnaung zbudował dzięki wojskowym podbojom i utrzymywał zarówno siłą miltarną, jak i osobistymi relacjami z wasalnymi władcami, miało się wkrótce rozpaść. Pierwsza szczelina pojawiła się na dalekiej północy we wrześniu 1582 gdy zbuntowały się chińskie państwa Szanów Sanda i Thaungthut. Rebelia ta została stłumiona w marcu 1583 r. Następnie doszło do znacznie poważniejszych pęknięć. Ava (Górna Birma) zbuntowała się w październiku 1583 r., a rebelię tę stłumiono 25 kwietnia 1584 r. Rewolta Syjamu rozpoczęła się 3 maja 1584 r. Nanda strawił resztę swojego panowania na walce z Syjamem i innymi byłymi wasalami. Proces utraty przez niego całego imperium dobiegł końca w 1599 r.

## Życie prywatne
Król miał trzy żony główne i 42 drugorzędne, które urodziły mu po przynajmniej jednym dziecku. Ogółem pozostawił on 97 dzieci (3 synów i 3 córki od żon głównych oraz 35 synów i 56 córek od królowych drugorzędnych i konkubin). Poniżej umieszczono listę ważniejszych królowych i ich potomstwa.
| Królowa     | Pozycja           | Dzieci |
| ----------- | ----------------- | --- |
| Atula Thiri | Najwyższa królowa | Księżna Ava, żona Thado Minsawa Nanda, król Birmy (pan. 1581–1599) |
| Sanda Dewi  | Starsza królowa   | Min Khin Saw, matka Natshinnaunga |
| Yaza Dewi   | Starsza królowa   | Nawrahta Minsaw, król Lanna (pan. 1579–1607/08) Yaza Datu Kalaya, żona Mingyi Swa, a później Natshinnaunga Thiri Thudhamma Yazy, wicekróla Martabanu (pan. 1581–1584) |
| Khin Pyezon | Młodsza królowa   | Shin Ubot, gubernator Nyaungyan (pan. 1573–1581) Nyaungyan, król Birmy (pan. 1599–1606)                                                                               |

## Spuścizna

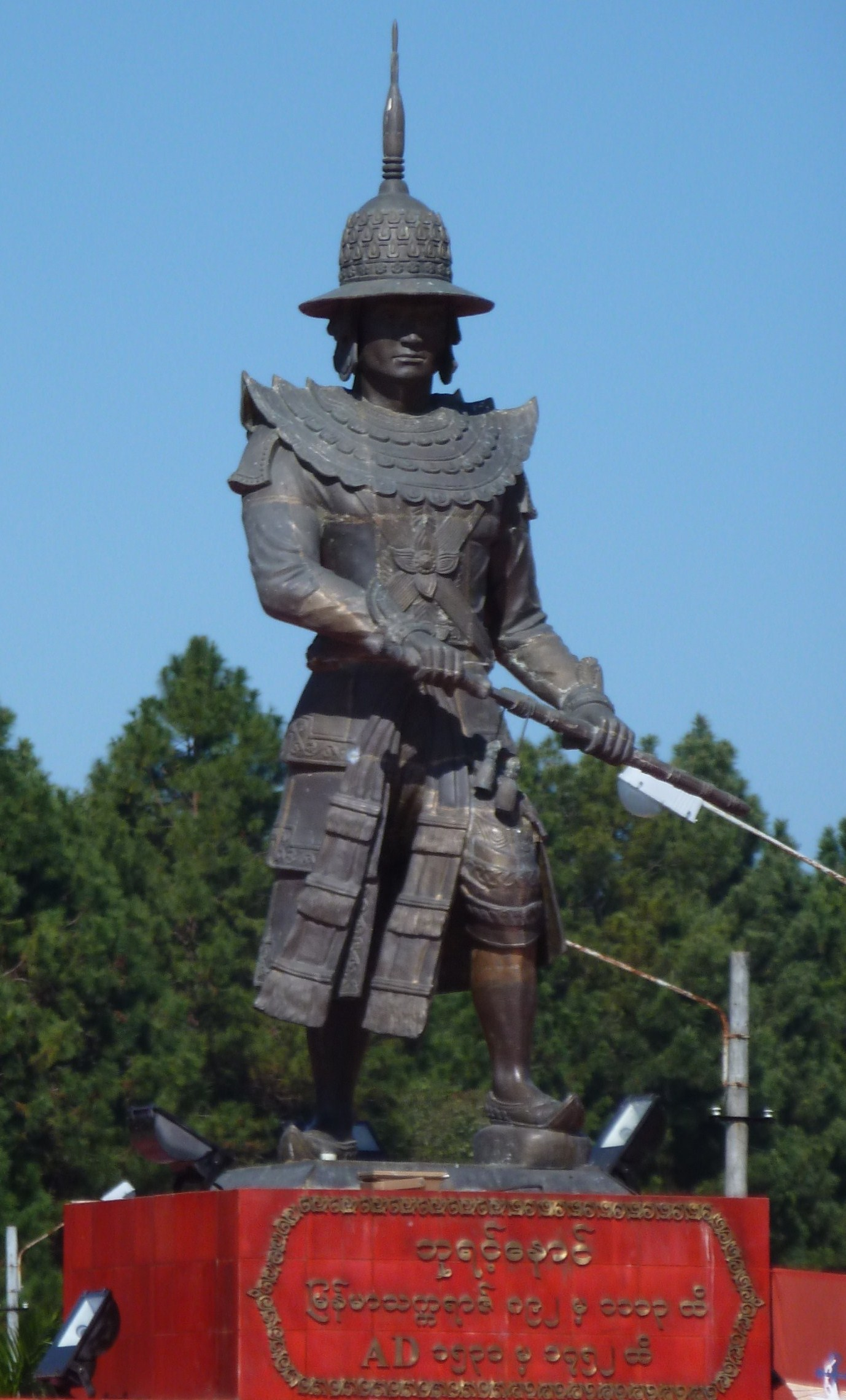
Pomnik Bayinnaunga przed budynkiem Akademii Służb Obrony

Bayinnaung uważany jest za jednego z trzech największych królów Mjanmy, obok Anawrahty i Alaungpayi – założycieli odpowiednio Pierwszego i Trzeciego Imperium Birmańskiego. O królu tym pamięta się przede wszystkim ze względu na jego podboje militarne i to nie tylko w Mjanmie, ale także w Tajlandii i Laosie. Jego panowanie nazywane było „największym wybuchem ludzkiej energii, jaki kiedykolwiek widziała Birma.” Obecnie ten król-wojownik uważany jest za ulubionego władcę rządzących Mjanmą generałów. Według Thant Myint-U, często postrzegają oni siebie, jako „walczących z tymi samymi wrogami w tych samych miejscach... gdy ich żołnierze przedzierają się tymi samymi ścieżkami przez gęstą dżunglę, przygotowują do spalenia miasta albo przymusowego poboru wieśniaków. Przeszłość, stając się bliższą i bardziej porównywalną, staje się też środkiem do usprawiedliwiania obecnych działań. Jego pomniki są tam dlatego, że trud spajania narodu siłą nie należy jedynie do przeszłości.” W Tajlandii Bayinnaung jest pamiętany ciągle jako „Zdobywca Dziesięciu Stron Świata” (taj. ผู้ชนะสิบทิศ). Jego wizerunek odbiega daleko od coraz bardziej negatywnych postaci innych birmańskich królów w tajskiej literaturze historycznej. Jako założyciel imperium, którego środek geograficzny znajdował się w Syjamie jest dobrze znany wśród Tajów i często nadal traktowany z szacunkiem. W Laosie król Setthathirath jest traktowany z wielkim szacunkiem za jego uporczywą walkę przeciwko imperium.
Chociaż Bayinnaung jest znany najlepiej jako budowniczy imperium, jego najważniejszą spuścizną jest integracja państwa Szanów, która wyeliminowała zagrożenie szańskich najazdów w Górnej Birmie wiszące nad tym regionem od końca XIII w. Jego polityka wobec Szanów, w znacznej mierze wzmocniona przez późniejszych królów Taungngu, polegała na ograniczeniu siły dziedzicznych szańskich saopha i zrównaniu szańskich obyczajów z normami obowiązującymi na nizinach. Polityka Bayinnaunga wobec Szanów była kontynuowana przez birmańskich królów aż do chwili upadku królestwa pod ciosami Brytyjczyków w 1885 r.
Przyswajanie birmańskiego prawa zwyczajowego i birmańskiego kalendarza przez Syjam rozpoczęło się za jego panowania. Syjam korzystał z kalendarza birmańskiego aż do roku 1889.

## Upamiętnienia
Bayinnaung został upamiętniony w Mjanmie na wiele sposobów.
- Bayinnaung Bridge – most wiszący w Rangunie
- Bayinnaung Market – dużą giełda towarowa w Rangunie
- Bayinnaung Road – ulica w Rangunie
- Pomnik Bayinnaunga – jeden z trzech pomników królów, jakie górują and głównym placem defilad w Naypyidaw. Pozostałe dwa posągi przedstawiają Anawrahtę i Alaungpayę.
- Przylądek Bayinnaung – najbardziej na południe wysunięty punkt lądowej części Mjanmy
- Team Bayinnaung – jedna z pięciu drużyn sportowych, na jakie dzielone są dzieci w birmańskich szkołach podstawowych i średnich
- UMS Bayinnaung – korweta Marynarki Wojennej Mjanmy